# Costa Concordia
Die Costa Concordia war ein Post-Panamax-Kreuzfahrtschiff und zum Zeitpunkt der Indienststellung das größte italienische Kreuzfahrtschiff. Es gehörte der italienischen Reederei Costa Crociere, die Teil des britisch-US-amerikanischen und weltgrößten Kreuzfahrtunternehmens, Carnival Corporation & plc, ist. Das Schiff kollidierte am 13. Januar 2012 vor der Insel Giglio im Mittelmeer mit einem Felsen, schlug leck und wurde manövrierunfähig vom Wind in Richtung Insel gedrückt, wo es unmittelbar nördlich des kleinen Hafens der Insel auf Grund lief und mit der Zeit auf 65 Grad Schlagseite kippte. Der Unfall forderte 32 Todesopfer (von 4229 Menschen auf dem Schiff).
Nachdem das Wrack über 18 Monate lang vor Giglio gelegen hatte, wurde es am 17. September 2013 aufgerichtet und ruhte bis zum 15. Juli 2014 auf einer am Meeresboden verankerten Plattform. Das havarierte Schiff wurde zur Verschrottung ab dem 23. Juli 2014 mit geringer Geschwindigkeit nach Genua geschleppt, wo es am 27. Juli eintraf. Die Verschrottung war im Juli 2017 abgeschlossen.

## Schiffsmaße und Ausstattung
Das Typschiff der Concordia-Klasse wurde mit 114.147 BRZ vermessen. Das Raumverhältnis betrug etwa 30 BRZ/Passagier (zum Vergleich Queen Mary 2: etwa 48 BRZ/Passagier, Ruby Princess: etwa 37 BRZ/Passagier, Oasis of the Seas: etwa 37,5 BRZ/Passagier, AIDAblu: etwa 28,5 BRZ/Passagier). Die Reederei betreibt vier weitere Schiffe dieser Klasse, das letzte wurde im Mai 2012 ausgeliefert. Von den anderen Schiffen der Concordia-Klasse ist nur das Schwesterschiff Costa Serena weitgehend baugleich mit der Costa Concordia.
Das bunte Innendesign orientierte sich an den Ländern Europas, nach denen auch die Decks benannt wurden. Die Einrichtung führte der US-amerikanische Designer Joseph Farcus aus, der alle neuen Costa-Schiffe seit der Costa Atlantica sowie die meisten Carnival-Schiffe gestaltete. Das Schiff beherbergte das zum Zeitpunkt der Fertigstellung weltweit größte Wellness-Center an Bord eines Schiffes. Erstmals auf einem Kreuzfahrtschiff gab es einen hydraulischen Formel-1-Simulator, der gegen Gebühr benutzt werden konnte.

## Geschichte
Die Costa Concordia wurde am 8. November 2004 mit der Baunummer 6122 auf der italienischen Werft Fincantieri in Sestri Ponente auf Kiel gelegt und schwamm am 2. September 2005 im Baudock auf. Am 29. Juni 2006 wurde sie als bis dahin größtes italienisches Kreuzfahrtschiff an die Reederei Costa Crociere ausgeliefert. Die Taufe des Schiffes fand am 7. Juli 2006 im Hafen von Civitavecchia statt, Taufpatin war das tschechische Model Eva Herzigová.  Bei der Taufe blieb die Flasche heil, was nach Aberglauben ein schlechtes Omen für das Schiff bedeutet. Die Jungfernfahrt begann am 15. Juli 2006 in Savona.
Während heftiger Sturmböen rammte das Schiff am 22. November 2008 bei der Einfahrt in den Hafen von Palermo die Hafenanlagen. Dabei wurde die Costa Concordia leicht beschädigt.
2010 diente das Schiff als Kulisse für den gesellschaftskritischen Film Film Socialisme von Jean-Luc Godard.

## Havarie 2012

### Hergang

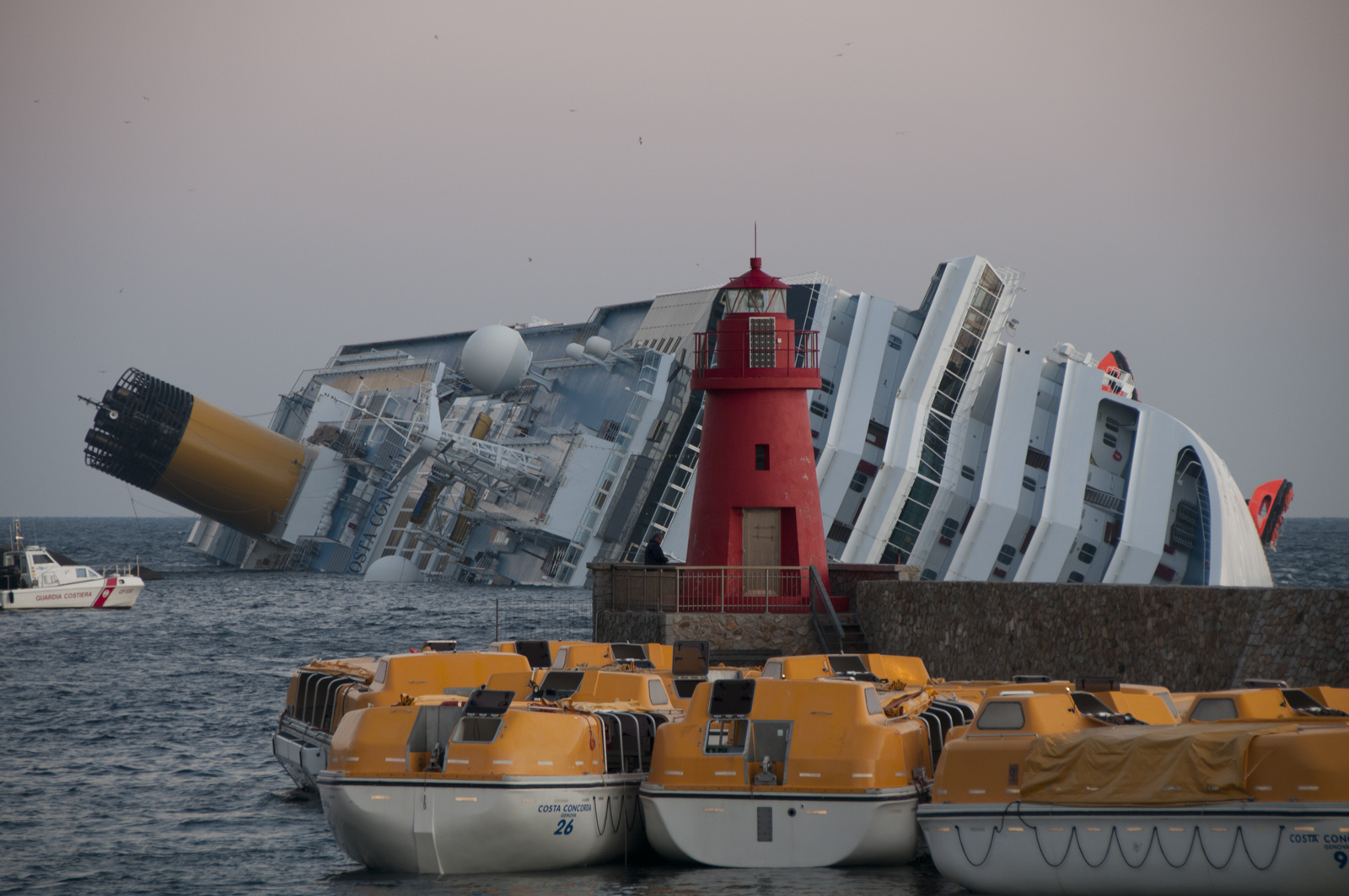
Die auf Grund liegende Costa Concordia, im Vordergrund einige Rettungsboote im Hafen von Giglio

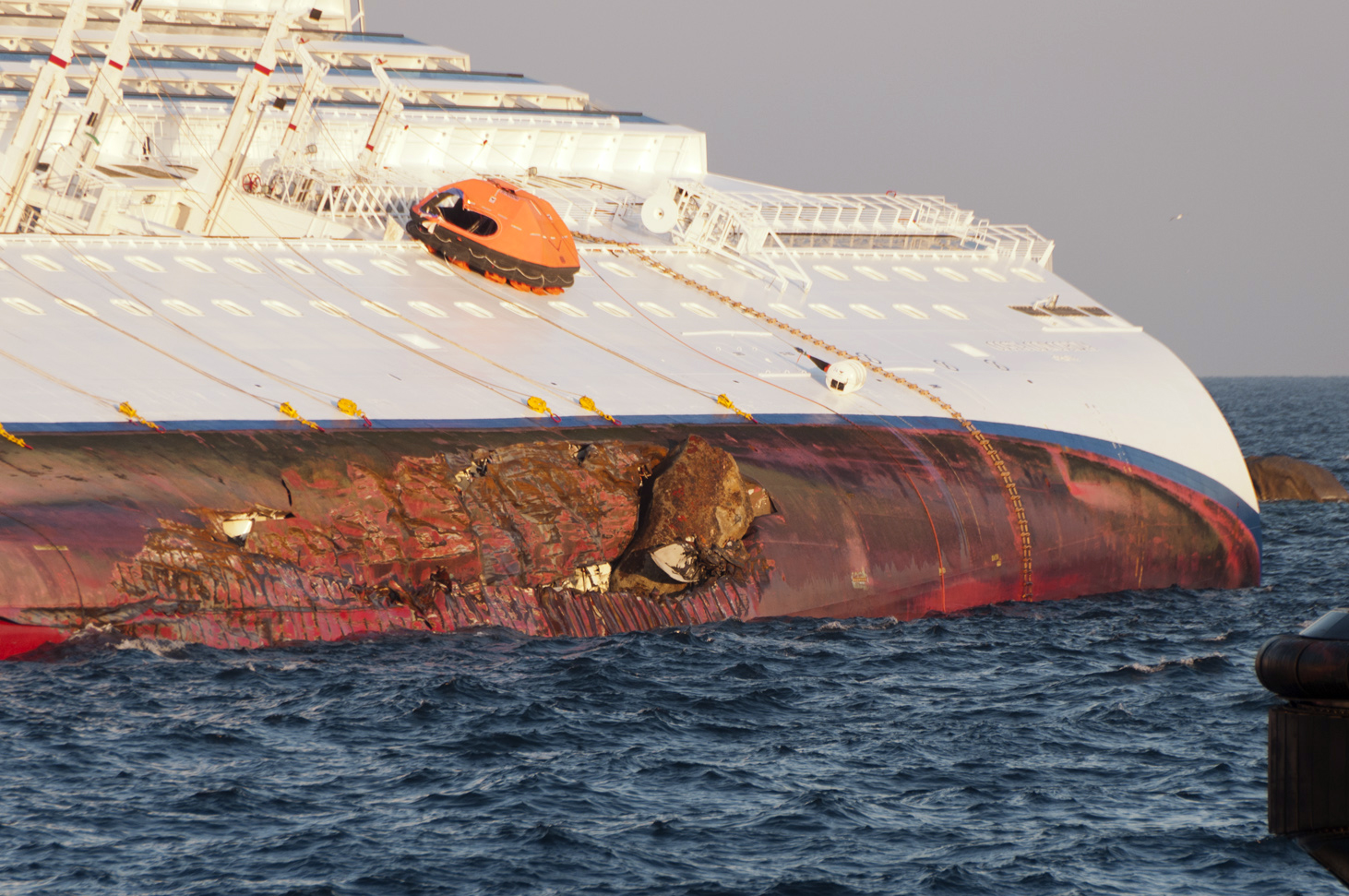
Die beschädigte Bordwand. Im Rumpf steckt noch ein Stück des Felsens, mit dem das Schiff kollidierte.

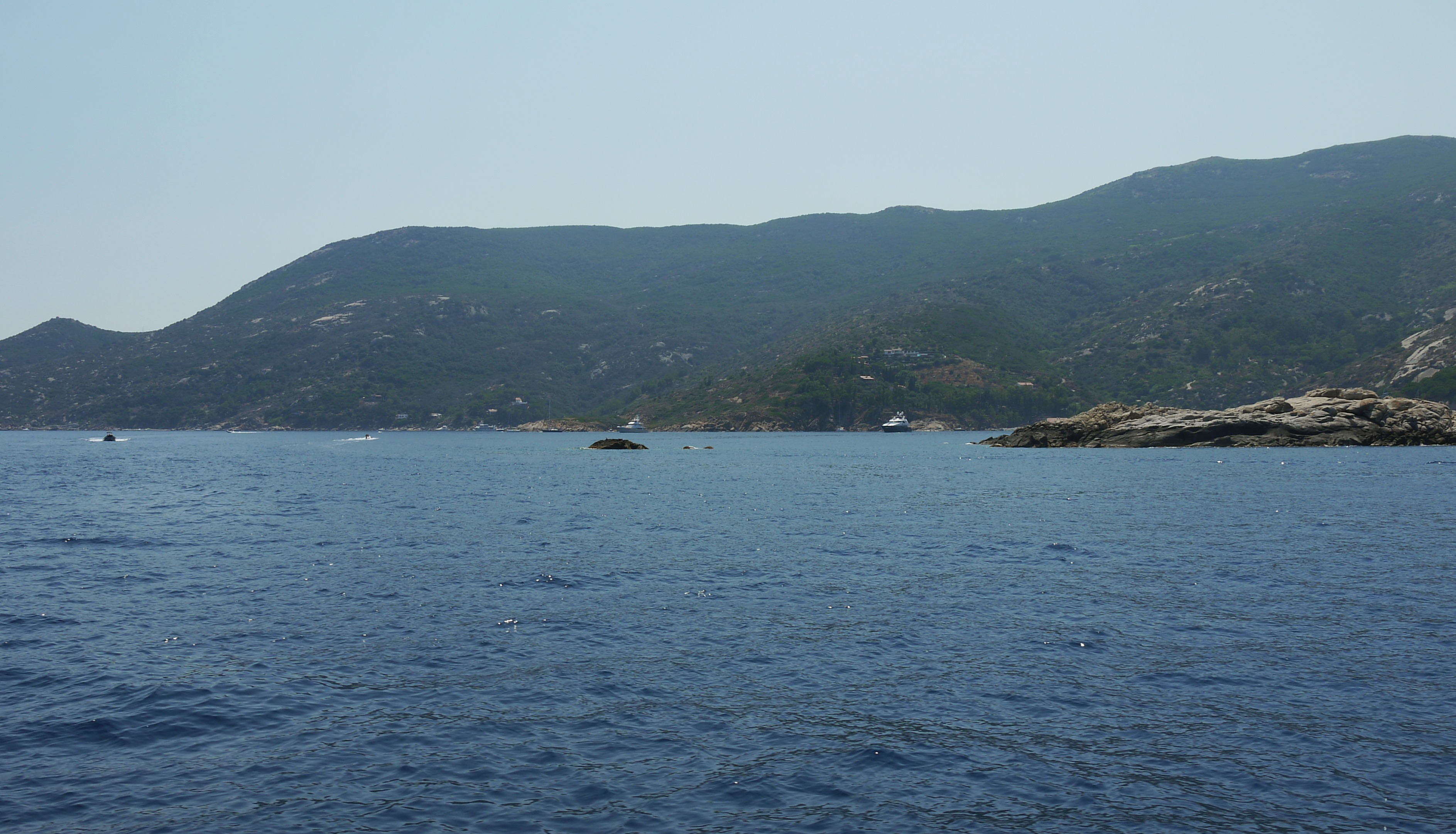
Die Klippe Scola piccola (flache Steine, Bildmitte) südöstlich von Giglio Porto

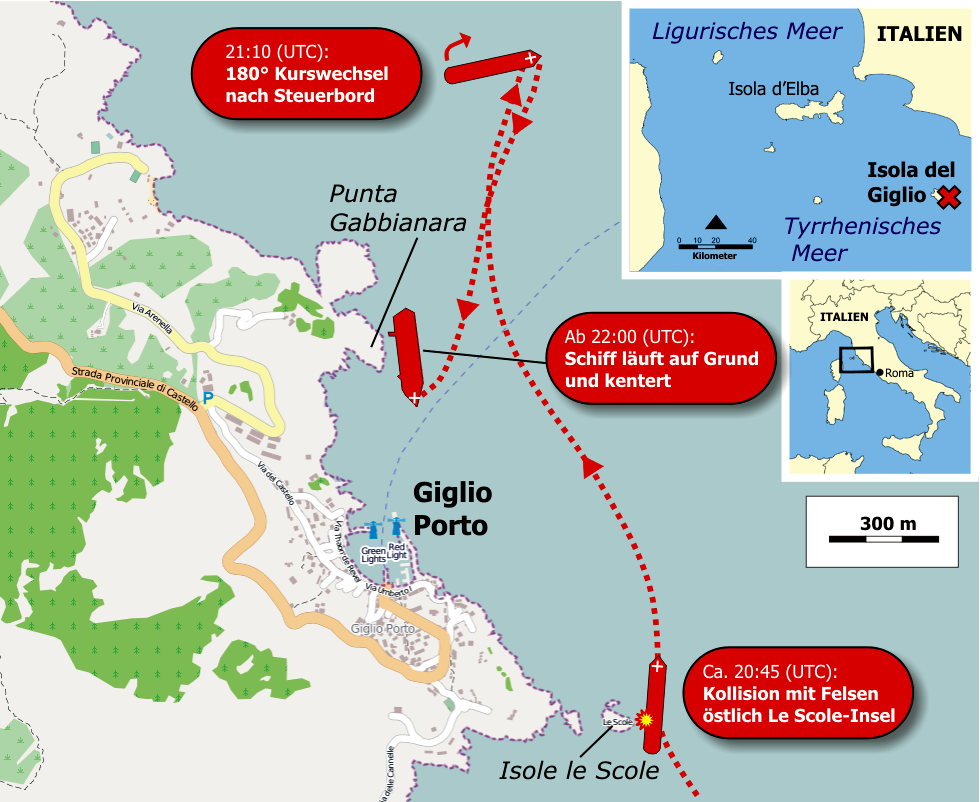
Kollisionsstelle (unten) und endgültige Position (Mitte) der Costa Concordia vor der Insel Giglio

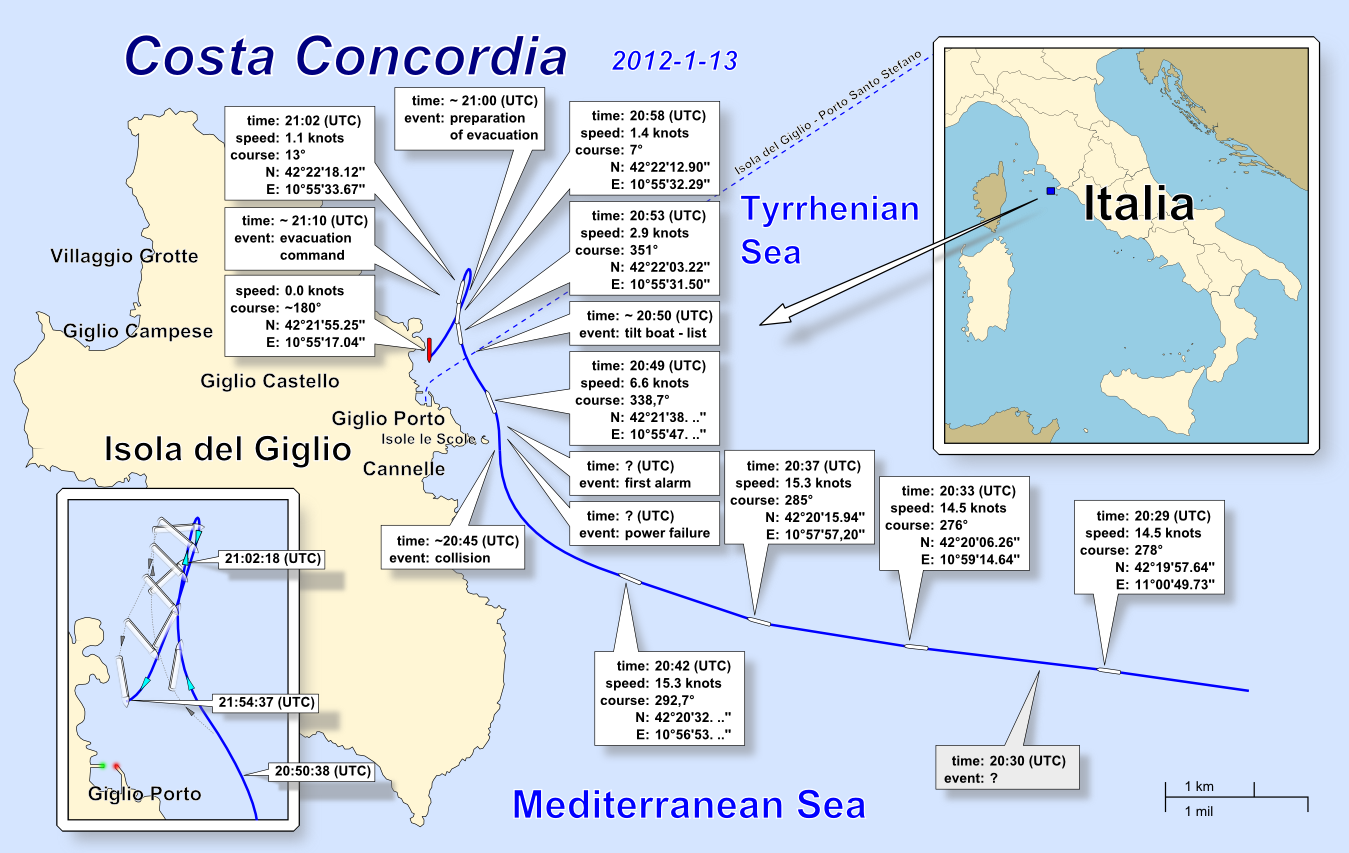
Die letzten Positionen der Costa Concordia

Die Costa Concordia lief am Freitag, dem 13. Januar 2012, gegen 19 Uhr Ortszeit (MEZ) aus dem Hafen von Civitavecchia aus. Sie befand sich unter dem Kommando des damals 51-jährigen Kapitäns Francesco Schettino auf einer Kreuzfahrt durch das westliche Mittelmeer auf dem Weg nach Savona, von wo aus sie dann über Marseille, Barcelona, Palma und Cagliari Palermo anlaufen sollte. Die Costa Concordia war mit allen üblichen Navigationssystemen wie mehreren Radargeräten, Echoloten, Satellitennavigation sowie digitalen Seekartensystemen ausgerüstet.
Die auf der Route liegende Insel Giglio sollte sehr dicht unter der Ostküste passiert werden. Nach Berichten von Passagieren und den Daten des Automatischen Identifikationssystems (AIS) kollidierte das Schiff nach einem Kursänderungsmanöver gegen 21:45 Uhr mit einem vorgelagerten Felsen. Der Voyage Data Recorder (VDR) des Schiffs registrierte den Kollisionszeitpunkt mit 21:45 Uhr und 7 Sekunden sowie den Kollisionsort auf der Position 42° 21′ 41″ N, 10° 55′ 50″ O, in deren unmittelbarer Nähe ein Felsen liegt, der dem Riff Le Scole vorgelagert ist. Le Scole befindet sich knapp südöstlich des Ortes Giglio Porto in unmittelbarer Landnähe. Am 16. Januar suchten Taucher der Carabinieri nach der Kollisionsstelle. An einem Felsen, der der Insel Scola piccola vorgelagert ist, fanden und fotografierten sie in circa acht Metern Tiefe Blechstreifen sowie Schleifspuren. Dieser Punkt ist etwa 95 Meter von der Küstenlinie entfernt.
Auf der Backbordseite des Schiffs klaffte nach der Kollision ein etwa 70 Meter langer Riss. Auf Bildern deutlich sichtbar war ein mehrere Meter großes Felsstück, das im Rumpf steckte. Nach Angaben der Feuerwehr gab es auch auf der Steuerbordseite des Schiffs Beschädigungen des Rumpfes. Die im Baujahr gültigen Bauvorschriften verlangten, dass bei einem Leck bis zwölf Meter Länge die Stabilität des Schiffes nicht gefährdet sein durfte. Laut Angaben des Technischen Offiziers der Costa Concordia waren schon kurz nach der Kollision fünf Abteilungen geflutet, die Stabilität des Schiffs war jedoch nur bei bis zu zwei gefluteten Abteilungen gesichert.
Laut eigener Darstellung versuchte Kapitän Schettino den Hafen der Insel Giglio anzusteuern, nachdem Wasser in das Schiff eingetreten war, um die Bergung zu erleichtern und eine noch größere Katastrophe zu verhindern. Aus den Auswertungen des VDR und der Sprachaufzeichnungen ergibt sich jedoch, dass das Schiff schon wenige Minuten nach der Kollision nicht mehr manövrierfähig war, da die Maschinenräume überflutet waren. Zum Zeitpunkt des Unglücks wehte im Canale dell’Argentario ein Wind aus Nordost mit ca. Stärke 4. Dazu existiert auch eine Simulation des Maritimen Simulationszentrums Warnemünde, die ergibt, dass die Schiffsbewegung nach der Kollision bis zur Endlage zufällig durch Wind und Strömung entstanden ist. Den GPS-Daten zufolge bewegte sich das Schiff nach der Kollision vor der Inselküste in einer Schleife in Richtung Hafen, bevor es in seine Endlage entgegen der ursprünglichen Fahrtrichtung kam. Auch die beiden Buganker fielen erst bei dieser Position. Das Schiff lag bis zum 17. September 2013 mit zirka 65 Grad Schlagseite auf der Position 42° 21′ 55″ N, 10° 55′ 17″ O auf Grund.
Viele der rund 3200 Passagiere der Costa Concordia saßen beim Abendessen, als das Kreuzfahrtschiff auf Grund lief. Ein heftiger Stoß erschütterte laut Passagieren das Schiff. Kurz nach der Kollision kam es zum kompletten Ausfall der Stromversorgung, da die Generatorräume überflutet waren. Zunächst (gegen 21:54 Uhr) sprach die Schiffsführung von einem Problem mit der Energieversorgung. Passagiere, die bereits in Schwimmwesten auf dem Bootsdeck standen, wurden auf Befehl der Schiffsführung vom Schiffspersonal dazu aufgefordert, in ihre Kabinen oder in die Salons zurückzugehen. Um 22:30 Uhr wurde das Hornsignal zur Evakuierung des Schiffs gegeben und gegen 22:36 Uhr wurden die Passagiere aufgefordert, ihre Rettungswesten anzulegen und sich auf das Bootsdeck zu begeben. Nach heutigem Wissen – meist nach eigenen Angaben – sprangen bei stärkerer Krängung mindestens 200 Reisende über Bord und schwammen an Land; die Küstenlinie lag am vorderen Teil des Schiffes nur etwa hundert Meter entfernt, ab der Schiffsmitte bis zum Heck waren stellenweise nur 35 Meter zwischen dem havarierten Schiffsrumpf und dem östlichsten Landzipfel der Punta Gabbianara, des flach ins Meer auslaufenden Felssporns, auf dessen Unterwassersockel die Costa Concordia dann letztlich mit ihrer Steuerbordseite zu liegen kam. Die Wassertemperatur im umgebenden Meer betrug zum Unglückszeitpunkt etwa 14 °C.
An Bord waren zum Unglückszeitpunkt 4229 Menschen, davon etwa 1000 Besatzungsmitglieder. Unter den Passagieren befanden sich etwa 1000 Italiener, 566 Deutsche, 160 Franzosen, 111 Russen, 69 Schweizer, 77 Österreicher sowie 120 US-Amerikaner. Unter den Passagieren waren auch einige Rollstuhlfahrer.

### Rettungsaktion und Opfer

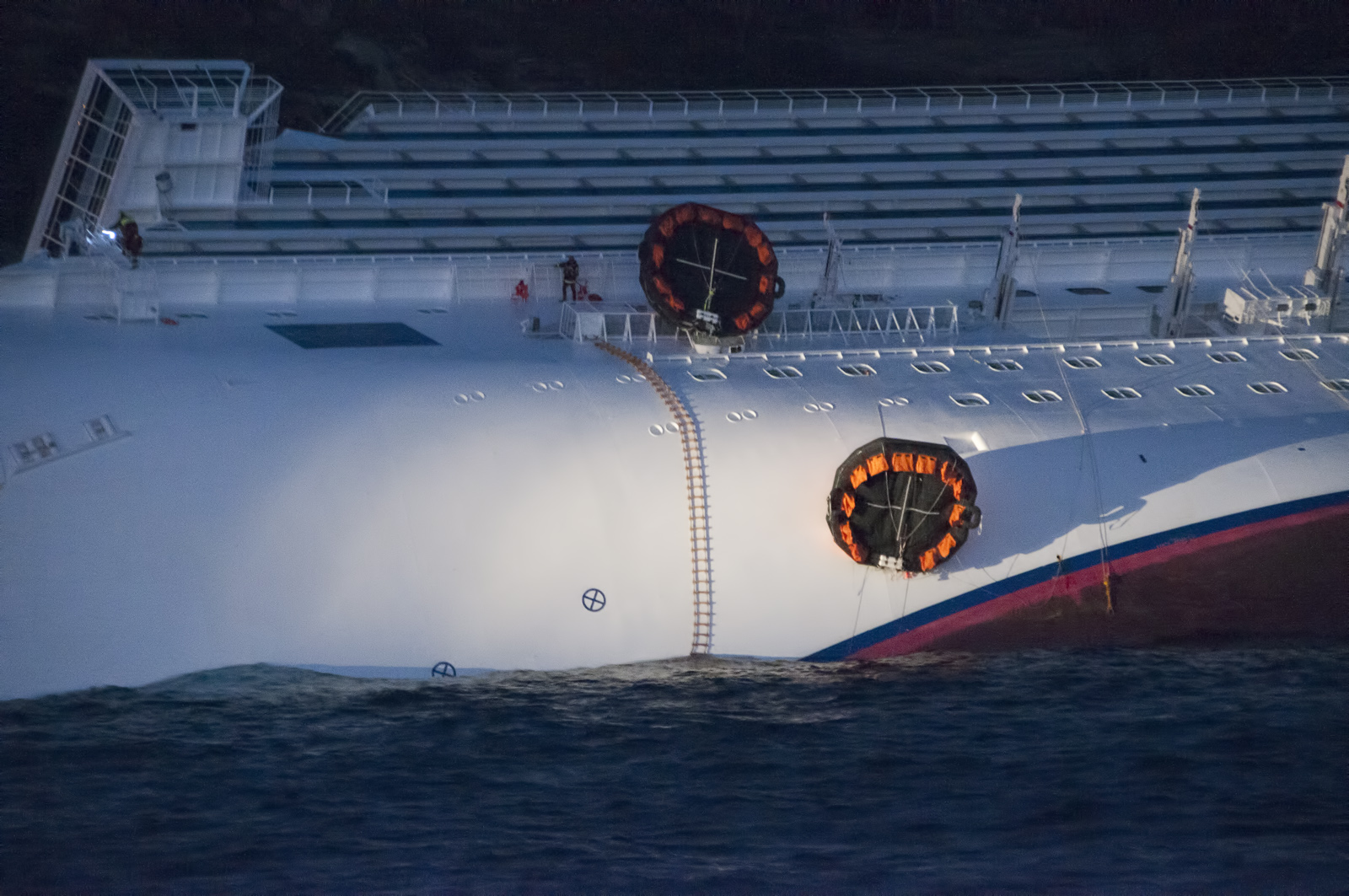
Rettungsinseln und -leitern auf der Backbordseite der Costa Concordia

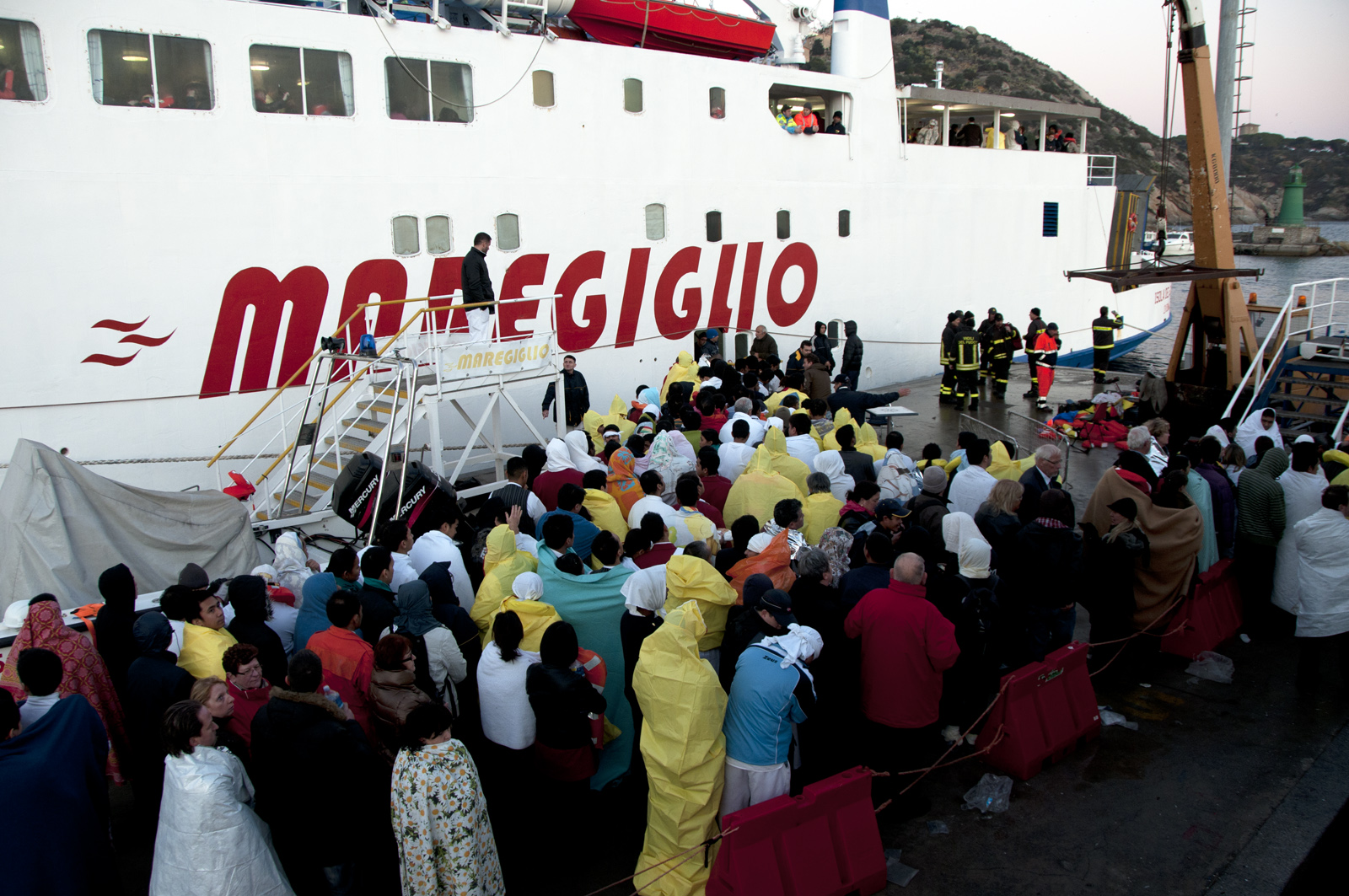
Gerettete Passagiere warten in Giglio Porto auf eine Passage zum Festland.

Nachdem die zuständige Leitstelle der Capitaneria di Porto in Livorno (Teil der Küstenwache Guardia Costiera) um 22:06 Uhr zufällig von der Havarie erfahren hatte und diese in einem Gespräch mit dem Schiff um 22:14 Uhr bestätigt worden war – allerdings zunächst nur als Stromausfall –, wurden nach und nach alle verfügbaren Einheiten der Küstenwache und anderer Stellen ausgesandt. Das erste Boot, die G104 der Guardia di Finanza, war um 22:39 Uhr vor Ort und wurde von der regionalen Leitstelle zur Koordination der Seenotrettung (MRCC) in Livorno zum On-Scene-Commander (siehe IAMSAR) befohlen. Weiterhin waren bereits ab etwa 23 Uhr alle drei Inselfähren der Gesellschaften Toremar und Maregiglio im Einsatz sowie ab 00:20 Uhr umschichtig insgesamt acht Hubschrauber, darunter zwei Sea-King-SAR-Maschinen der Aeronautica Militare vom Militärflugplatz Sarzana-Luni. Auch zwei in der Umgebung befindliche Großfähren sowie mehrere weitere Schiffe in der Nähe wurden umgehend zur Unglücksstelle beordert. In einem Auszug aus dem Funktagebuch des MRCC für den Zeitraum zwischen dem 13. Januar um 22:00 Uhr und dem 14. Januar um 6:00 Uhr sind viele Details der Einsatznacht dokumentiert.
Die meisten Passagiere und Besatzungsmitglieder konnten in Rettungsbooten und mit den zu Hilfe gekommenen Schiffen auf die nur wenige hundert Meter entfernte Insel Giglio gebracht werden. Als das Kreuzfahrtschiff immer mehr Schlagseite bekam, wurden auch die Hubschrauber direkt zur Rettung eingesetzt. Rettungsmannschaften berichteten, sie hätten bis zu 150 Menschen aus dem Meer gerettet und an Land gebracht. Das Schiff wurde bis circa 4:45 Uhr vollständig evakuiert. Gemäß Vorschriften der Internationalen Seeschifffahrts-Organisation (IMO) müssen Evakuierungen in 80 Minuten möglich sein. Dies gilt allerdings für Übungen auf einem intakten Schiff. Ein in der Dunkelheit mit einer Wärmebildkamera von einem Hubschrauber aus aufgenommenes Video der Küstenwache zeigt auf der Backbordwand des fast auf der Seite liegenden Schiffs in einer langen Reihe stehende Menschen, die darauf warten, über eine herabgelassene Rettungsleiter in die herbeieilenden Boote zu gelangen. Da auf der kleinen Insel Giglio (ca. 1400 Einwohner) nicht alle Passagiere untergebracht werden konnten, brachte man mit allen verfügbaren Fähren noch in der Nacht viele Gerettete nach Porto S. Stefano auf das Festland.
Nach Abschluss der eigentlichen Bergungsaktion wurden im Lauf des 15. Januar noch drei Überlebende aus dem Schiffsrumpf gerettet, ungefähr 50 Personen wurden zu diesem Zeitpunkt vermisst. Rund dreißig Menschen wurden verletzt. 12 Personen starben noch während der Rettungsaktion oder wurden tot aus dem Meer geborgen. Für die weitere Suche nach Opfern wurde auch ein Tauchroboter eingesetzt. Im Verlauf der Suchaktion wurden bis Ende März 2012 weitere achtzehn Todesopfer im Wrack entdeckt. Damit belief sich die Zahl der gefundenen Leichen auf 30, die Mitte April alle identifiziert waren. Ein indisches Besatzungsmitglied und eine italienische Passagierin wurden danach noch vermisst. Die Leiche des letzten Vermissten konnte im Herbst 2014 beim Abwracken in Genua geborgen werden. Unter den insgesamt 32 Opfern befanden sich zwölf Deutsche, sieben Italiener, sechs Franzosen, zwei Peruaner, zwei US-Bürger sowie ein Inder, ein Spanier und ein Ungar.
Die Passagiere wurden in Schulen, Hotels und Kirchen versorgt. In der italienischen Presse wurde der Einsatz der Gigliesen hervorgehoben, sowohl bei der eigentlichen Rettung als auch später bei der Versorgung der Schiffbrüchigen. Da die Insel Giglio insgesamt nur rund 1400 Einwohner hat, war die kurzfristige Unterbringung von mehreren tausend Personen nicht einfach. Einige Passagiere berichteten, dass sie ohne ihre Schuhe in die Rettungsboote steigen mussten und dann von Bewohnern der Insel Schuhe gereicht bekamen. Andere Passagiere berichten, dass man ihnen ohne Weiteres Geld für die Rückfahrt gegeben habe. Am 1. Juni 2012 wurde den Bewohnern der Insel Giglio durch den Präsidenten der Region Toskana das silberne Banner der Region Toskana verliehen mit der Begründung, sie hätten „mit ihrer mutigen und solidarischen Hilfe den harten Schlag, den das Verhalten des Kapitäns ihrem Land zugefügt hat, wiedergutgemacht“.
Details zur Rettungsaktion
- Auf einem Video von der Brücke, das gegen 22:15 Uhr gefilmt wurde, ist zu sehen und zu hören, dass die Schiffsführung selbst ziemlich verunsichert war und keine klaren Entscheidungen traf.[55]
- Ein weiteres Video zeigt das Wassern einiger Rettungsboote mit offensichtlichen Problemen.[56]
- Die Schiffsführung erwähnte erstmals um 22:10 Uhr in einem – vom MRSC Livorno initiierten – Telefongespräch Probleme, in diesem Telefonat wurde jedoch auch auf Nachfrage nur von einem defekten Generator gesprochen (in Livorno waren Berichte von Passagieren aufgelaufen, die bereits Schwimmwesten angelegt hatten). Erst um 22:30 Uhr bekamen die Behörden Nachricht über den Wassereinbruch.[57] Um 22:58 Uhr wurde der Befehl gegeben, das Schiff zu verlassen. Zu diesem Zeitpunkt hatten jedoch einige Offiziere und Passagiere die Evakuierung bereits auf eigene Faust begonnen.[58]
- Der Vizebürgermeister von Giglio stieg laut einem Interview in der Nacht des Unglücks mit Hilfe einer der Strickleitern auf die Costa Concordia und suchte zunächst einen Verantwortlichen, um die Rettungsmaßnahmen zu koordinieren. Nachdem er 20 Minuten lang niemanden gefunden hatte, half er zunächst allein den Passagieren auf der Steuerbordseite beim Verlassen des Schiffes. Als sich das Schiff stärker neigte und die Steuerbordseite im Wasser versank, befanden sich nach seinen Angaben noch circa 500 Personen im Schiffsinneren, die durch die steiler werdenden Flure nicht mehr auf die Backbordseite hochkamen. Zusammen mit einem Schiffsoffizier befestigte er dort eine Leiter und brachte, zusammen mit zwei weiteren Helfern, die Passagiere auf die Außenhaut des Schiffes. Er gibt an, dieser Offizier sei der einzige Schiffsoffizier gewesen, den er an Bord gesehen habe.[59]

### Ermittlungen

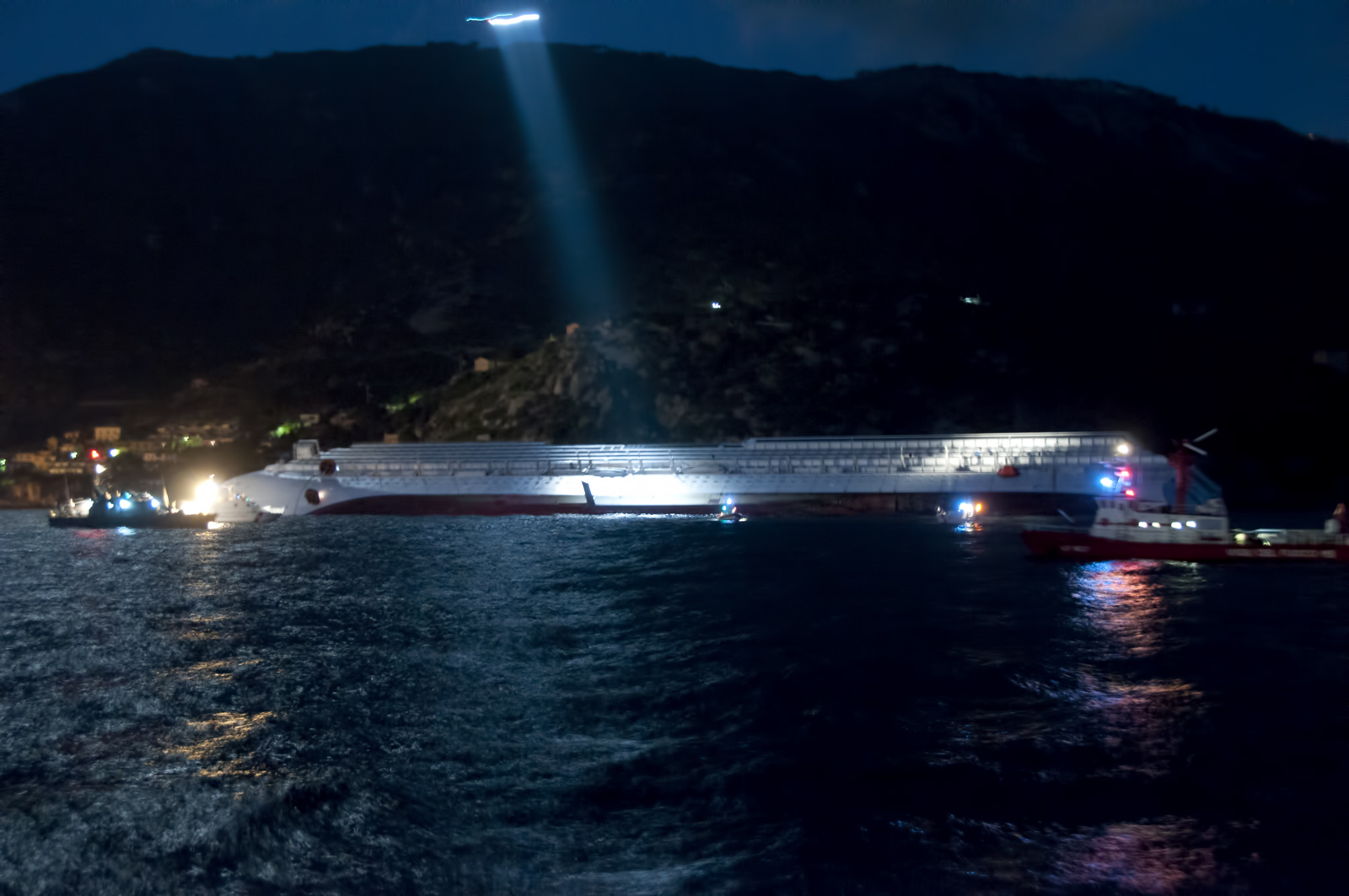
Nächtliche Suche nach Überlebenden am 14. Januar 2012

Kapitän Francesco Schettino sowie seinem Zweiten Offizier Ciro Ambrosio wurde neben dem Verdacht der fahrlässigen Tötung und der Herbeiführung eines Schiffbruchs (in Italien ein eigener Straftatbestand) vorgeworfen, das Schiff schon Stunden vor Abschluss der Evakuierung verlassen zu haben. Schettino wurde nach seiner Einvernahme auf Antrag der italienischen Staatsanwaltschaft in Grosseto in Untersuchungshaft genommen, am 17. Januar nach der Haftprüfung jedoch unter Auflagen (Hausarrest) freigelassen. Der Hausarrest wurde bei einer Überprüfung durch ein Obergericht in Florenz am 6. Februar 2012 bestätigt. Am 22. Februar dehnte die Staatsanwaltschaft Grosseto die Ermittlungen auf drei Angestellte der Reederei (Vizepräsident Manfred Ursprunger, Krisenstabsleiter Roberto Ferrarini und Fleet Superintendent Paolo Parodi) und vier weitere nautische Offiziere (Andrea Bongiovanni, Roberto Bosio, Silvia Coronica und Salvatore Ursino) aus. Auch ihnen wurde fahrlässige Tötung, Herbeiführung eines Schiffbruchs sowie unterlassene Unterrichtung der Behörden vorgeworfen. Eine erste Anhörung im Beweissicherungsverfahren fand am 3. März 2012 in einem Theater in Grosseto statt. Dabei wurden die Anschuldigungen gegen den Kapitän um die Beschädigung geschützter Gebiete erweitert. Weiterhin wurde die Liste der Fragen, die durch die Auswertung des Voyage Data Recorders beantwortet werden sollen, diskutiert und festgelegt. Ab dem 9. März 2012 wurden die verschiedenen Aufzeichnungsgeräte von Sachverständigen unter Aufsicht untersucht. Der abschließende Beweissicherungstermin fand am 15. Oktober 2012 ebenfalls in Grosseto statt. Große Teile der vorgelegten Gutachten wurden vorab italienischen Zeitungen zugespielt und sind im Internet verfügbar.
Laut seiner Aussage bei der Haftprüfung wählte Schettino den nahen Kurs, um seinen ehemaligen Kollegen Mario Terenzio Palombo zu grüßen, mit dem er während des Manövers telefonierte – der sich jedoch laut eigener Aussage nicht auf der Insel befand. Schettino sagte aus, er habe dies schon mehrmals getan, aber diesmal zu spät gedreht. In einem ersten Interview hatte Schettino erklärt, der Felsen sei in der Seekarte nicht eingezeichnet gewesen. Tatsächlich waren laut der Untersuchung der Sachverständigen Detailkarten der Insel Giglio nicht an Bord (weswegen in den Gutachten eine Annäherung an die Insel als grob fahrlässig bewertet wurde). Medienberichten zufolge hatte die Schwester des Oberkellners Antonello Tievoli auf dem sozialen Netzwerk Facebook angekündigt, dass die Costa Concordia bald ganz nah vorbeifahren werde. Das mehrfache dichte Passieren der Insel Giglio durch Costa-Schiffe im Jahr 2011 ist durch Fotos und Videos belegt. Ebenfalls im Jahr 2011 bedankte sich der Bürgermeister von Giglio beim damaligen Kapitän nach einer solchen Vorbeifahrt schriftlich. Diese – von Kreuzfahrtschiffen oft ausgeübte – Praxis ist in Italien unter dem Namen „inchino“ (dt.: „Verneigung“) bekannt. Während das Schiff in Höhe eines Ortes oder Hafens ist, werden dabei die Schiffshörner betätigt.
Der Mitschnitt eines Telefonats zwischen dem Kommandanten des MRSC Livorno, Gregorio De Falco, und Schettino um 1:46 Uhr weist nach, dass Letzterer sich zu diesem Zeitpunkt nicht mehr an Bord befand, obwohl die Evakuierung noch in vollem Gange war. De Falco wies ihn und den Ersten Offizier energisch an, sofort an Bord zurückzukehren. Kopien dieses Mitschnitts, in dem auch Schimpfworte („Vada a bordo, cazzo!“ dt. „Gehen Sie zurück an Bord, Sie Arsch!“) verwendet wurden, kursierten nach dem Unglück in den italienischen und internationalen Medien. Schettino verließ das Schiff nach Berichten der Hafenkommandantur bereits kurz nach Mitternacht und betrat es danach nicht mehr.
Welche Rolle die Reederei Costa Crociere bei Kursplanungen ihrer Schiffe spielte, ist bislang nicht hinreichend geklärt. Die Sachverständigenkommission, die vom Richter für Vorermittlungen in Grosseto eingesetzt wurde und die vor allem alle Daten der Aufzeichnungsgeräte sichten und aufarbeiten sollte, kam gemäß dem 270-seitigen Abschlussbericht unter anderem zu folgenden Ermittlungsergebnissen:
- Die im Abfahrtshafen Civitavecchia vorgenommene Kursplanung mit der dichten Passage unter Giglio (von der der Kapitän dann nochmals abwich) war fehlerhaft, da mögliche Gefahren dieses Kurses durch den Navigationsoffizier nicht benannt wurden und keine Detailkarte der Küste der Insel zur Verfügung stand.
- Die Durchführung der Rettungsübungen auf der Costa Concordia entsprach bei diesen Kreuzfahrten mit mehreren Zustiegshäfen nicht den SOLAS-Richtlinien; da nur einmal pro „Rundfahrt“ eine Rettungsübung vorgenommen wurde, erfuhren manche Passagiere erst am letzten Tag ihrer Reise, wo ihre Rettungswesten und Bootsplätze waren.
- Nicht alle Besatzungsmitglieder kannten ihre Rolle bei einer Rettungsaktion (oder nannten eine andere als die vorgesehene); bei einigen waren die vorgeschriebenen Nachweise über die Rettungsausbildung nicht vorhanden oder abgelaufen.
- Die Mischung der offiziellen Bordsprache Italienisch mit der „Umgangssprache“ Englisch hat vor und nach der Kollision zu Problemen geführt; u. a. hat der Rudergänger teilweise auf Englisch gegebene Kommandos falsch verstanden.
- Der Kapitän kam für ein derartiges Manöver viel zu spät auf die Brücke, brachte Personen mit, die nicht auf der Brücke hätten sein dürfen, und telefonierte dann in kritischen Momenten über sein Mobiltelefon mit einem ehemaligen Kollegen.
- Er versäumte es, das Tempo auf ein für ein derartiges Manöver vertretbares Maß zu reduzieren, einen Ausguck zu bestimmen und sich bei Übernahme des Kommandos bei den Offizieren über die Situation zu informieren.
- Die Kollision führte durch den langen Riss zu einem sofortigen Fluten beider (durch Schotten getrennter) Maschinenräume und des Hauptschaltraums, so dass das Schiff wenige Minuten nach der Kollision ohne Antrieb und mangels Ruderkontrolle vollkommen manövrierunfähig war (insgesamt waren fünf Abteilungen geflutet, die Stabilität war nur bis zu zwei Abteilungen gesichert).
- Die vollständige Flutung von mindestens drei Abteilungen war der Schiffsführung 15 Minuten nach der Kollision bekannt und somit hätte sie zu diesem Zeitpunkt zwingend das MRCC verständigen und die Evakuierung vorbereiten müssen, was aber nicht geschah.
- Der Notstromgenerator sprang aus nicht geklärten Gründen nicht automatisch an; nach dem Starten per Hand schaltete er sich wegen eines nicht funktionierenden Kühlkreislaufs immer wieder ab. Alle Prüfungen in der letzten Zeit waren jedoch ohne Befund gewesen, so dass dies als nicht vorhersehbar gewertet wurde.
- Keine der zum Lenzen vorgesehenen Pumpen konnte benutzt werden, da sie teilweise geflutet waren und teilweise keine Stromversorgung hatten. Aber auch der Einsatz aller Pumpen hätte das Schiff nach Aussage der Gutachter nicht retten können.
- Die Endlage vor der Insel ist durch Wind und Strömung entstanden, die Besatzung hatte keinen Anteil daran. Die Anker fielen erst, als das Schiff die Endlage fast erreicht hatte, und konnten somit ebenfalls keinen Einfluss entfalten.
- Bei der Rettungsaktion wurden zunächst die Boote und Inseln der Landseite benutzt, obwohl klar war, dass mit zunehmender Neigung die Nutzung der seeseitigen Rettungsmittel unmöglich werden würde.
- Die Rettungsmittel wurden nur vereinzelt durch die ursprünglich vorgesehenen Besatzungen bedient und geführt. So kam es vor, dass einige Rettungsboote und Rettungsinseln mit mehreren ausgebildeten Besatzungsmitgliedern, andere hingegen nur mit Personal ohne Rettungsausbildung besetzt waren.
- Der Kapitän und die meisten Offiziere verließen das Schiff, obwohl noch mehrere hundert Personen an Bord waren.

Ohne den günstigen Wind wäre das Schiff nach Ansicht Rostocker Wissenschaftler weiter auf das Meer getrieben und in rund hundert Metern Tiefe untergegangen – es hätte dann deutlich mehr Opfer gegeben.

### Strafverfahren
Am 25. Februar 2013 gab die Staatsanwaltschaft Grosseto bekannt, dass sie die Eröffnung eines Hauptverfahrens gegen Kapitän Francesco Schettino beantragt hatte (strafrechtlich relevante Vorwürfe gegen ihn: mehrfache fahrlässige Tötung und Körperverletzung, Havarie, vorzeitiges Verlassen des Schiffs, Zurücklassen Hilfsbedürftiger, Verweigerung der Zusammenarbeit mit den Behörden). Weiterhin wurden die Offiziere Ciro Ambrosio und Silvia Coronica, der Rudergänger Jacob Rusli Bin, der Hoteldirektor Manrico Giampedroni sowie der Leiter der Krisenkoordinationsstelle von Costa Crociere, Roberto Ferrarini, wegen verschiedener Delikte angeklagt. Sowohl die Havarie (Codice Penale § 428) als auch das vorzeitige Verlassen des Schiffs durch die Schiffsführung (Codice della Navigazione §§ 303, 1097) sind im italienischen Straf- beziehungsweise Seerecht eigene Tatbestände. Die Anklageschrift ist online verfügbar. Am 15. Mai 2013 wurde bekannt, dass die Staatsanwaltschaft Grosseto bei allen Angeklagten außer Kapitän Schettino den Anträgen auf Strafzumessung ohne Verfahren nach Art. 444 der italienischen Strafprozessordnung (Codice di procedura penale) zugestimmt hatte. Bei diesem Verfahren schlägt der Angeklagte selbst eine Strafe vor, die die Staatsanwaltschaft akzeptieren kann und über die dann noch vom Gericht entschieden werden muss, was im Juli 2013 geschah. Der Krisenkoordinator der Reederei erhielt eine 34-monatige Haftstrafe wegen fahrlässiger Tötung, der Hoteldirektor der Costa Concordia 30 Monate, zwei Brückenoffiziere und ein Rudergänger 20 und 23 Monate. Im Fall Schettino war ein Vorschlag von 40 Monaten Freiheitsstrafe hingegen von der Staatsanwaltschaft als „lächerlich“ abgelehnt worden. Es kam somit nur gegen den Kapitän zu einem vollständigen Hauptverfahren, in dem diesem laut Meldungen 20 Jahre Haft drohten. Am 23. September 2013 erhob der Generalstaatsanwalt am Berufungsgericht Florenz Einspruch gegen diese Strafzumessungen, der im Januar 2014 vom Corte di Cassazione endgültig abgewiesen wurde. Die Strafen gegen alle Angeklagten außer Schettino waren damit rechtskräftig.
An den ersten Verhandlungstagen des verbliebenen Hauptverfahrens gegen den Kapitän, das im Juli 2013 begann, wurden die Listen der Nebenkläger, darunter auch deutsche Touristen, verlesen. Das Gericht lehnte ein weiteres Mal einen Antrag auf Strafzumessung ohne Verfahren ab. Weiterhin gab Schettino eine Erklärung ab, in der er erläuterte, seine angeordneten Manöver zur Vermeidung des Zusammenstoßes mit der Klippe seien vom Rudergänger nicht korrekt ausgeführt worden, andernfalls wäre der Zusammenstoß verhindert worden. Der Rudergänger hatte kurzzeitig Steuerbordruder statt Backbordruder gelegt. Das Gericht gab dem Antrag der Staatsanwaltschaft statt, die gesicherten VHS-Videobänder aller Überwachungskameras auszuwerten und als Beweis zuzulassen.
Während der zweiten Verhandlungsperiode im September 2013 beantragte Schettino, an Bord des Wracks weitere entlastende Beweise suchen zu dürfen. Daraufhin wurde beschlossen, so bald wie möglich einen Ortstermin auf dem gesicherten Wrack durchzuführen. Die Sachverständigen erklärten zu seiner Kritik an der Ausführung des Manövers durch den Rudergänger, es habe sich nur um eine Verzögerung von 13 Sekunden gehandelt, die den Zusammenstoß nicht verursachen konnte. Eine Simulation der Universität Pisa ergab aber, dass die Kollision ohne die Fehler möglicherweise hätte vermieden werden können. Anfang Dezember machte der in der damaligen Nacht diensthabende Leiter der Capitaneria di Porto, Gregorio de Falco, seine Zeugenaussage. Er erläuterte, dass man von der Havarie zunächst über Telefonate von Verwandten einiger Passagiere erfahren habe. Die dann gerufene Concordia sprach lediglich von einem Blackout, woran die Capitaneria di Porto aufgrund der Inhalte der empfangenen Telefonate jedoch bereits zu diesem Zeitpunkt zweifelte. Erst auf direkte Nachfrage habe das Schiff einen Wassereinbruch bestätigt. Er habe von der Schiffsführung zu keinem Zeitpunkt die geforderten Informationen bekommen. Kapitän Schettino deutete in einer spontanen Erwiderung an, der Ton der Telefonate sei nicht hilfreich gewesen und er habe unausführbare Befehle erhalten. Im Januar 2014 fand ein Ortstermin auf dem Wrack statt, bei dem der Notstromdiesel, die Aufzüge, das Deck 0 sowie eventuell noch zu bergende Geräte auf der Brücke in Augenschein genommen wurden. Von den erwarteten Geräten auf der Brücke fanden sich allerdings keine Spuren mehr. Es gab auch Überlegungen, den vom Rudergänger gesteuerten Kurs direkt vor dem Aufprall auf dem Schwesterschiff Costa Serena nachzustellen, um zu klären, ob bei korrekter Ausführung der Kommandos der Aufprall verhindert worden wäre. Am 27. Februar 2014 fand eine erneute Besichtigung statt, bei der auch Kapitän Francesco Schettino anwesend war. Dazu erteilte das Gericht am 25. Februar 2014 die Genehmigung. Die Staatsanwaltschaft von Grosseto nahm Ermittlungen gegen Manager von Costa Crociere auf. Camillo Casella und Franco Porcellacchia sollen verbotenerweise in das Wrack eingedrungen sein, um Beweismittel zu manipulieren. Am 11. März 2014 sollte der Rudergänger, der die Steuerbefehle des Kapitäns mehrfach falsch ausgeführt hatte und dafür bereits verurteilt wurde, vor Gericht aussagen, er war jedoch spurlos verschwunden. Nachdem er in Indonesien lokalisiert wurde, lehnte er eine Zeugenaussage jedoch ab.
Nach 58 Verhandlungstagen wurden die Vernehmungen im Januar 2015 abgeschlossen. Am 26. Januar 2015 hielt die Staatsanwaltschaft ihr Schlussplädoyer. Sie erklärte den Kapitän Schettino zum Hauptschuldigen und forderte insgesamt 26 Jahre Haft, davon neun Jahre für den Straftatbestand des Schiffbruchs, vierzehn Jahre für mehrfache fahrlässige Tötung und Körperverletzung sowie drei Jahre für das vorzeitige Verlassen des Schiffs und unterlassene Hilfeleistung. Außerdem verlangte sie, Schettino für drei Monate in Ordnungshaft zu nehmen für die mangelnde Kommunikation mit den Behörden, seine Schifffahrtspatente für fünfeinhalb Jahre einzuziehen und ihn auf Lebenszeit von öffentlichen Ämtern auszuschließen. Die Frage, ob die korrekte Ausführung von Schettinos Befehlen den Zusammenstoß in letzter Minute hätte verhindern können, hielt sie für irrelevant. Wegen Fluchtgefahr forderte sie weiterhin, Schettino sofort in Haft zu nehmen. In den angeschlossenen Zivilverfahren stellten das Umweltministerium und die Berufsgenossenschaft INAIL Forderungen in Höhe von ca. 201 Millionen Euro auf.
Am 11. Februar 2015 wurde Francesco Schettino zu 16 Jahren und einem Monat Gefängnis verurteilt. Das Gericht verbot ihm für fünf Jahre Schiffe zu führen, und verhängte weiterhin ein lebenslanges Verbot, öffentliche Ämter zu bekleiden. Weiterhin sprach es vielen Personen und Organisationen Schadenersatz durch Costa Crociere und Schettino zu. Die Haftstrafe setzt sich zusammen aus fünf Jahren für das fahrlässige Herbeiführen der Havarie (naufragio colposo), zehn Jahren für die mehrfache, fahrlässige Tötung (omicidio colposo) zusammen mit fahrlässiger Körperverletzung (lesioni colpose) und einem Jahr für die Zurücklassung Hilfsbedürftiger (abbandono di persone minori o incapaci) in Tateinheit mit vorzeitigem Verlassen des Schiffs (abbandono della nave). Hinzu kommt ein Monat Arrest wegen der unzureichenden Kommunikation mit den Behörden, die als schwere Ordnungswidrigkeit gewertet wurde. Das Gericht verurteilte ihn somit wegen aller Tatbestände, derer er angeklagt war, allerdings liegt das Strafmaß deutlich unter den 26 Jahren Gefängnis, die die Staatsanwaltschaft gefordert hatte. Sowohl die Anwälte von Francesco Schettino als auch die Staatsanwaltschaft legten Berufung gegen das Urteil ein. Somit blieb Schettino bis zur endgültigen Entscheidung auf freiem Fuß. Die Berufungsverhandlung begann am 28. April 2016 in Florenz. Am 31. Mai 2016 bestätigte das Berufungsgericht im Wesentlichen das Urteil der ersten Instanz in allen Anklagepunkten. Auch das Strafmaß der ersten Instanz wurde bestätigt; das fünfjährige Berufsverbot wurde auf alle maritimen Berufe ausgedehnt und mit dem Verbot kombiniert, den Titel „Comandante“ (Kapitän) zu führen. Anfang 2016 wies ein Berufungsgericht in Miami, USA, alle in Florida, dem Sitz der Muttergesellschaft Carnival Cruises, eingereichten Klagen von Passagieren endgültig ab und verwies auf den in Italien durchzuführenden Rechtsweg. Hingegen legten beide Prozessparteien des Strafprozesses Berufung beim Obersten Kassationsgerichtshof Italiens ein. Beim ersten Gerichtstermin forderte der Staatsanwalt am Kassationsgerichtshof unter anderem, wegen des Schiffbruchs eine höhere als die verhängte Strafe anzusetzen, da Schettino beim Verlassen des Schiffes wusste, dass sich noch 1500 Personen auf dem Schiff befanden. Die Verteidigung wollte eine Reduzierung des Strafmaßes wegen zahlreicher Verfahrensfehler erreichen. Am 12. Mai 2017 verurteilte der Oberste Kassationsgerichtshof Kapitän Schettino letztinstanzlich zu 16 Jahren Haft, wies jedoch die Forderung der Staatsanwaltschaft nach einer höheren Haftstrafe zurück. Alle Rechtsmittel waren somit ausgeschöpft; Schettino trat die Haft noch am selben Tag an. Am 12. Januar 2018 reichte Schettino Beschwerde gegen seine Verurteilung beim Europäischen Gerichtshof für Menschenrechte ein.

### Rolle und Reaktion der Reederei

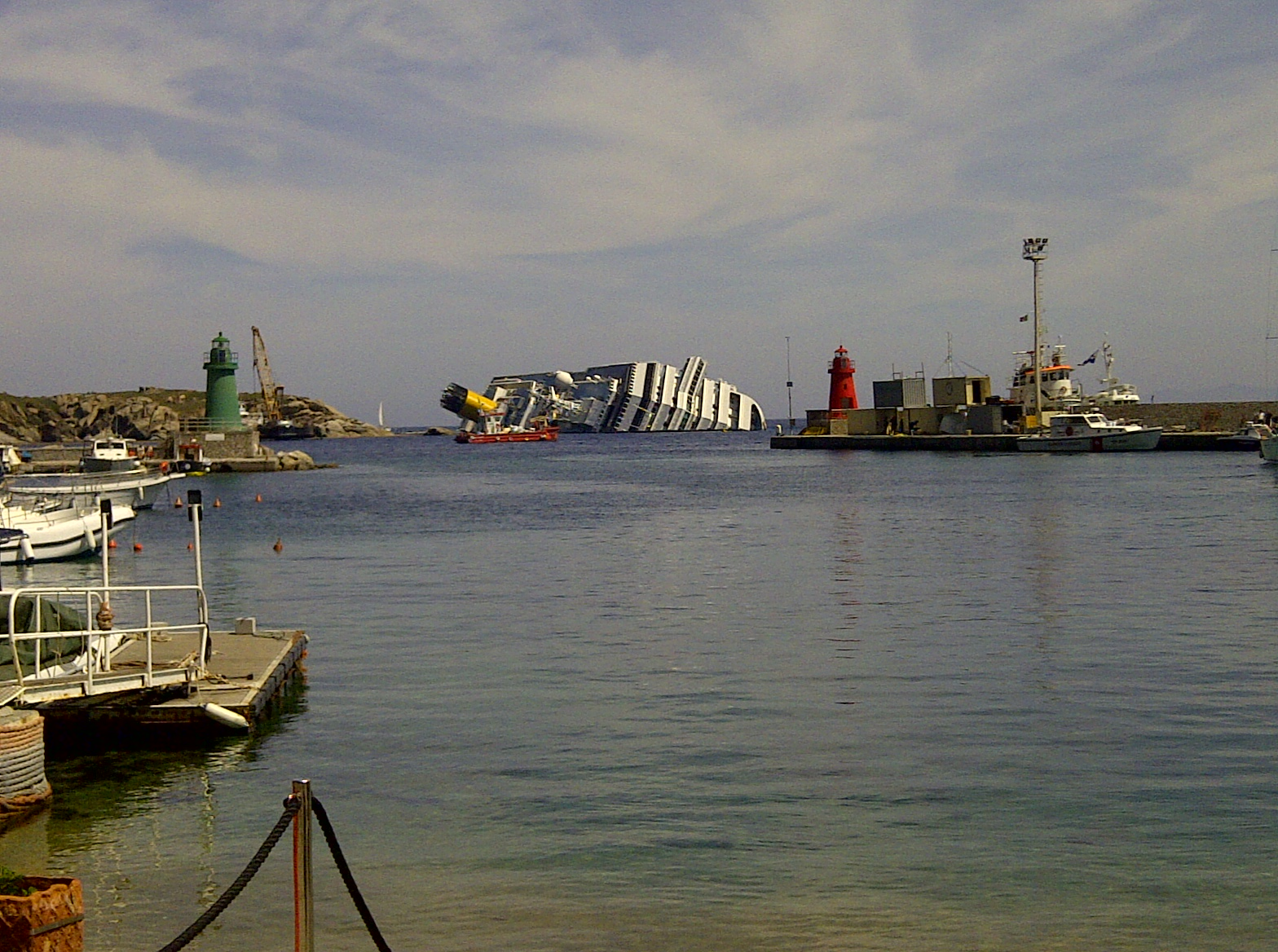
Das Wrack von Giglio Porto aus gesehen (Sommer 2012)

Die Reederei Costa Crociere nannte das Unglück eine „bestürzende Tragödie“. Am 15. Januar räumte die Reederei in ihrem Blog ein, dass die Schiffsführung offenbar mehrere Fehler gemacht habe. Unter anderem wurde ein Kurs zu nah an der Küste gewählt. Weiterhin habe sich die Schiffsführung bei der Organisation der Rettung nicht an die Standards der Reederei, die den internationalen Regeln entsprächen oder über sie hinausgingen, gehalten. Die Reederei weist darauf hin, dass alle Besatzungsmitglieder das Ausbooten regelmäßig alle 14 Tage trainieren und weitere Schulungen und Unterweisungen stattfinden.
Dem gegenüber stehen aber zahlreiche Berichte, dass derartige Manöver – wie das zum Unglück führende „Verneigen“ – geduldet, wenn nicht sogar zur Steigerung der touristischen Attraktivität gefördert wurden und dass es eklatante Mängel bei den Sicherheitsstandards gegeben habe. Bereits 2005 soll es bei der Costa Fortuna nach Aussagen eines Bordfotografen vor Sorrent im Golf von Neapel zu einem ähnlichen Vorfall gekommen sein, der jedoch vertuscht wurde. Die Reederei wies diese Darstellungen zurück. Auch im Falle der Costa Concordia wurde spekuliert, ob die Reederei-Leitung anfangs versucht habe – in der Hoffnung, der Schaden sei kontrollierbar – den Unfall zu vertuschen. Trotz mehrfacher Telefonate zwischen Kapitän Schettino und dem Sicherheitschef von Costa Crociere, Roberto Ferrarini, alarmierte die Reederei weder die Küstenwache noch leitete sie andere Rettungsmaßnahmen ein. Obwohl sie bereits beim ersten Anruf erfuhr, dass Wasser ins Schiff eingedrungen und der Strom ausgefallen war, warf sie Schettino vor, sie über das wahre Ausmaß des Schadens getäuscht zu haben.
Den Reisenden bot die Reederei eine Entschädigung von 11.000 Euro für materielle Verluste sowie die Rückerstattung von 3000 Euro Reisekosten an. Von anderer Seite wurde dies als Blut- oder Schweigegeld kritisiert, da damit die Verpflichtung einherging, nicht gegen die Kreuzfahrtgesellschaft zu klagen. Opfervereinigungen und Verbraucherschutzorganisationen forderten bis zu 160.000 US-Dollar, unter anderem da „die Verantwortung des Unternehmens für die Havarie mehr als offensichtlich ist, ebenso wie die vielen Mängel in den Sicherheitssystemen“. Ein von diesen angestrebtes Verfahren gegen die Reederei wurde vom US-Gericht gegen Bezahlung von 1,3 Millionen US-Dollar eingestellt. Vertreter der Klägerschaft nannten dies eine „Tragödie“ und einen Schlag ins Gesicht für Überlebende und Angehörige der Opfer. Bei der Anhörung im Oktober 2012 gab die Reederei an, zwei Drittel der Überlebenden hätten die pauschale Entschädigung von 11.000 Euro angenommen. In derselben Anhörung wurde der Reederei vorgeworfen, dass ihr Krisenstab Informationen über die Lage nicht sofort an die Capitaneria di Porto weitergegeben habe, was diese mit Hilfe eines eigenen Gutachtens zurückwies.

### Auszeichnungen
Im September 2012 erhielt die Besatzung der Costa Concordia den Titel Seafarer of the Year, um ihr vorbildliches Verhalten während des Schiffbruchs anzuerkennen.
Der erste Mechaniker, der Bulgare Petar Petrow, wurde für seinen Einsatz bei der Rettung von rund 500 Passagieren mit dem Bürgerpreis des Europäischen Parlaments geehrt. Petrow war unter den drei letzten Mitgliedern der Mannschaft, die das Kreuzfahrtschiff erst verließen, nachdem die Küstenwache die Rettungsaktion gänzlich unter Kontrolle gebracht hatte.
Im Januar 2013 wurden die Gemeinden von Giglio und Monte Argentario vom Präsidenten der Italienischen Republik mit der Goldmedaille für bürgerliche Verdienste aufgrund des Engagements ihrer Bürger bei der Rettung der Passagiere ausgezeichnet.

### Bergung des Schiffes

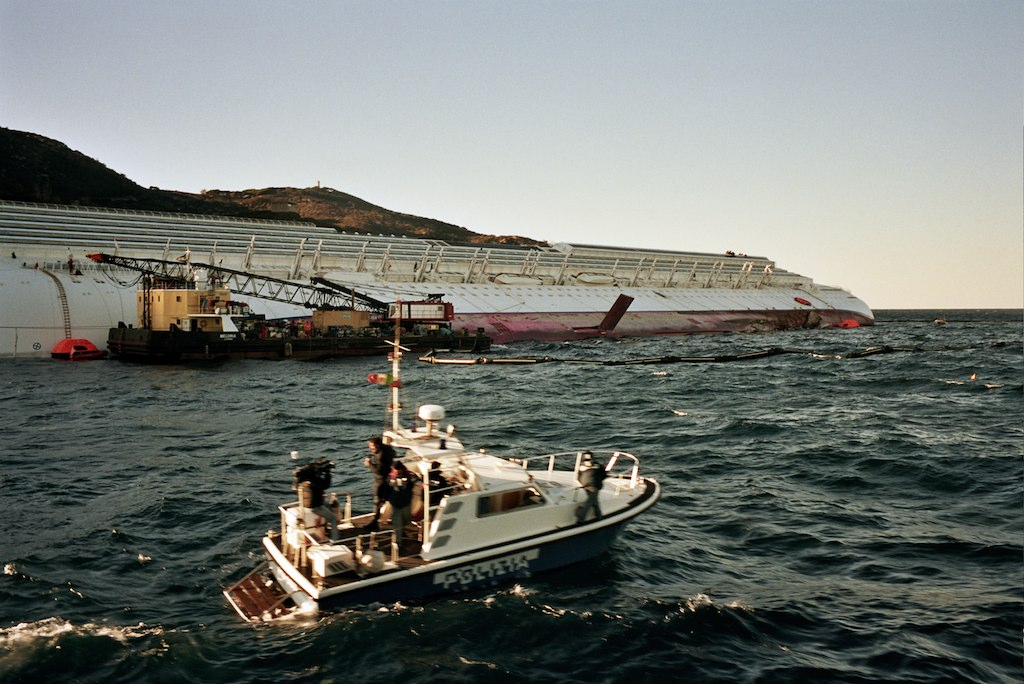
Die Kranplattform Meloria bei Vorbereitungsarbeiten fürs Abpumpen des Treibstoffs Ende Januar 2012

Die etwa 2200 Tonnen Treibstoff (Schweröl) und 180 Tonnen Schmierstoff an Bord stellten nach der Havarie eine erhebliche Gefährdung für die Umwelt dar, insbesondere auch für mehrere Naturreservate in der Umgebung des Monte Argentario und das ökologisch wertvolle Meeresgebiet um die toskanischen Inseln, einen Bestandteil des Nationalparks Toskanischer Archipel und des multinationalen Walschutzgebiets Pelagos. Daher rief die Regierung am 20. Januar für die Umgebung der Unglücksstelle den Notstand aus. Die Reederei betraute Experten des niederländischen Unternehmens Smit Internationale sowie den italienischen Bergungsspezialisten Neri Group mit dem Leeren der Treibstofftanks. Ab Mitte Januar war die Kranplattform Meloria der Neri Group für die Arbeiten vor Ort. Am 22. März 2012 gaben die Einsatzkräfte bekannt, dass die Abpumparbeiten fast beendet waren und sich nur mehr kleine Reste an Schweröl im Schiffswrack befanden. Das Schiff sollte nach der Bergung verschrottet werden. Die Bergung am Stück, die von der Region Toskana und der Insel Giglio favorisiert wurde, war deutlich teurer als ein Abwracken vor Ort. Dies bedeutete aber, dass das Schiff schwimmend zum Abwrackhafen transportiert werden musste (siehe hierzu den Abschnitt Verschrottung).

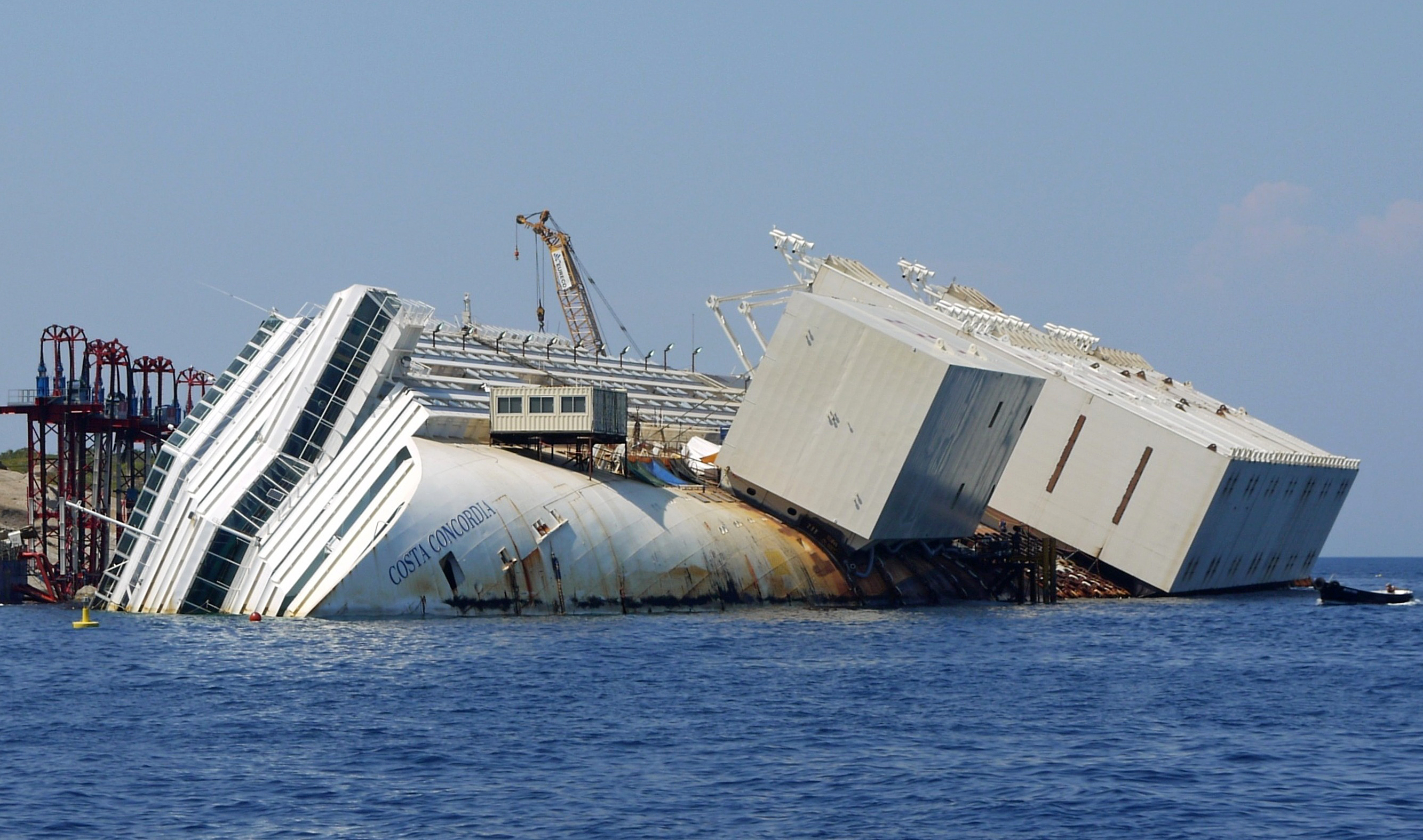
Wrack mit Caissons auf der Backbordseite

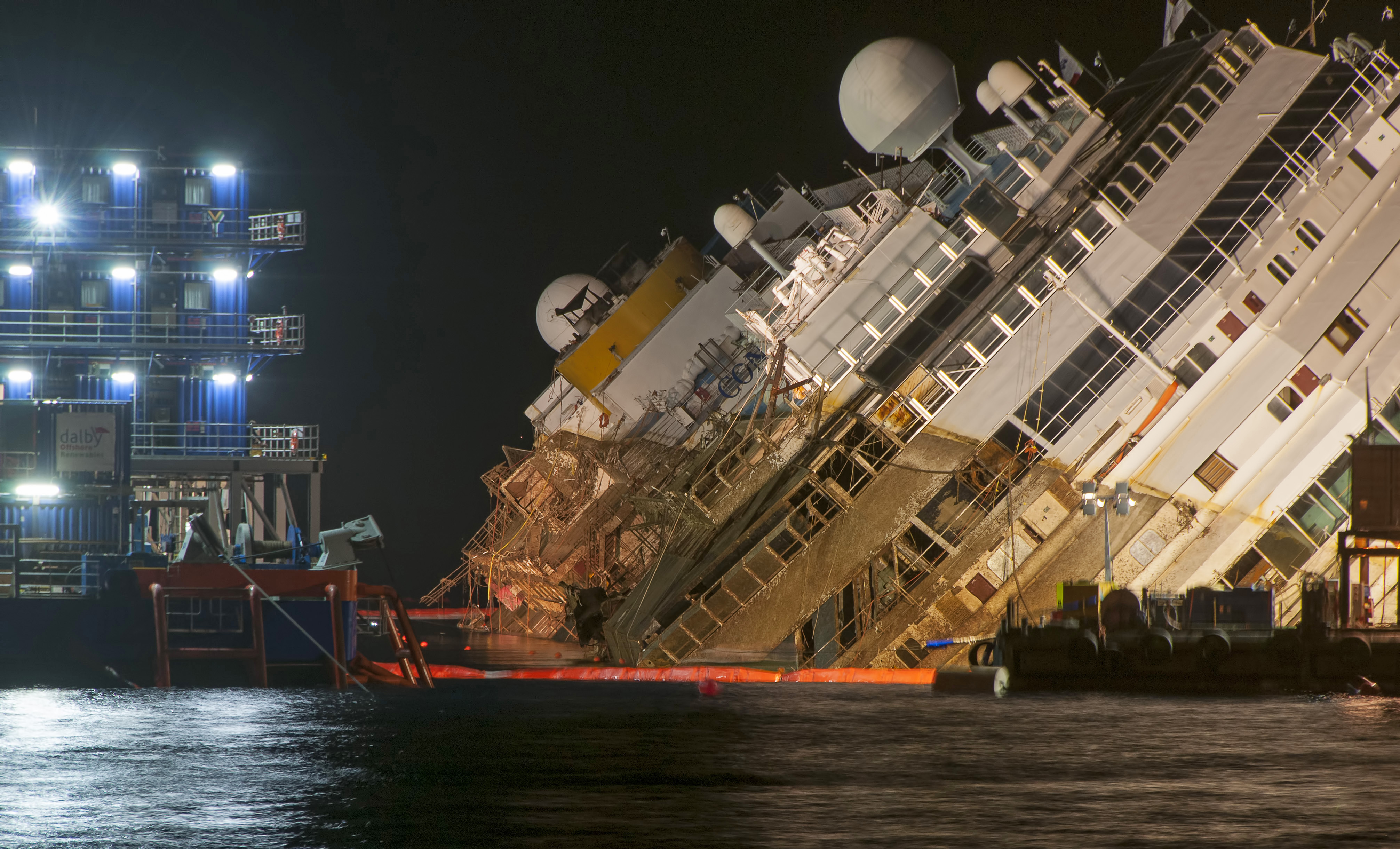
Aufrichtung der Costa Concordia

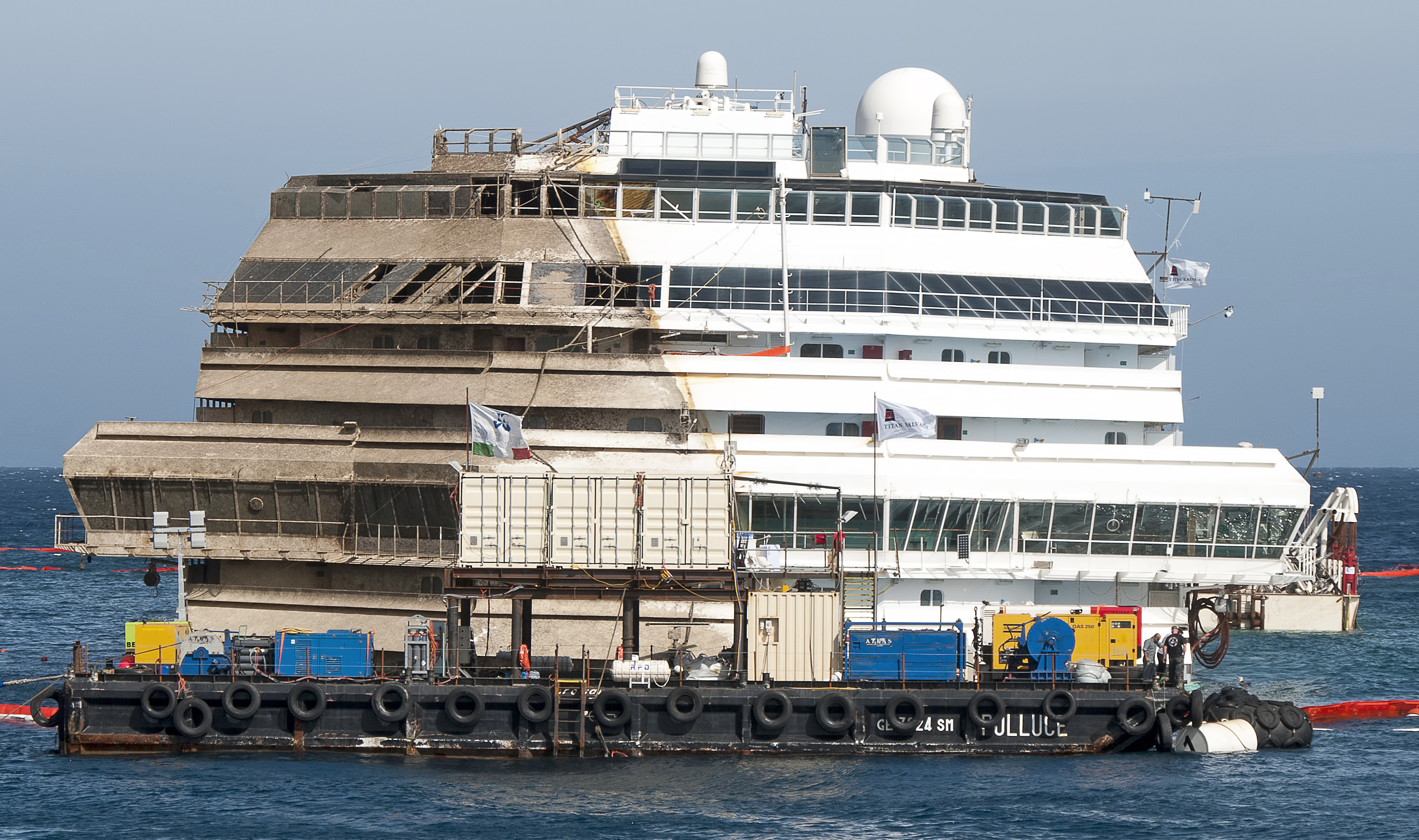
Die aufgerichtete Costa Concordia

Die Bergung des Schiffs war die größte je vorgenommene Operation dieser Art. Anfang März 2012 hatten acht Unternehmen Vorschläge zur Bergung eingereicht. In die Endauswahl kamen zwei davon, diejenigen des Smit-Neri-Konsortiums und das US-Unternehmen Titan Salvage. Beide Vorschläge sahen vor, das Schiff aufzurichten und in einem Stück zu bergen, wie es die Inselbewohner gefordert hatten. Im April 2012 erhielt Titan Salvage in Kooperation mit den italienischen Micoperi Marine Contractors von der Reederei den Zuschlag zur Bergung.
Die Vorbereitungsarbeiten für den Abtransport begannen im Mai 2012. Für die Arbeiten kamen unter anderem der Schwimmkran Micoperi 30, die Wohnplattform ASV Pioneer sowie die Hubinsel Micoperi 61 zum Einsatz. Das Wrack lag auf der Steuerbordseite zum Land hin gekippt, bevor man es Mitte September 2013 am Stück aufrichtete. Hierzu versah man den hier abschüssigen Seeboden unterhalb des Schiffes mit einer waagerechten Plattform. Der Boden des Schiffes wurde verformt und verstärkt, so dass es darauf stehen konnte. Danach brachte man zunächst auf der oberhalb der Wasseroberfläche befindlichen Seite des Schiffes Schwimmkörper an. Nach dem Aufrichten des Schiffes geschah dies ab Ende April 2014 auch auf der Steuerbordseite. Durch Befüllen der Schwimmkörper mit Luft konnte das Wrack angehoben werden, was das Fortschleppen ermöglichte. Die vorhandene seltene Seevegetation im Baustellenbereich wurde vorab umgesiedelt und soll nachher wieder angepflanzt werden. Das Schiff rostete im Salzwasser zunehmend. Das mit der Bergung beauftragte Konsortium veröffentlichte ein Video mit Erläuterungen zu den einzelnen Maßnahmen. Die Reederei schätzte die Kosten der Bergung auf über 600 Millionen Euro. Nach Abschluss der Bergungsarbeiten wurden die Kosten sogar mit 1,5 Milliarden Euro angegeben. Somit war die Bergung mehr als dreimal so teuer wie der ursprüngliche Baupreis des Schiffes.
Mit Hilfe von Litzenhebern und gefluteten Caissons konnte das Wrack am 16. und 17. September 2013 innerhalb von etwa 19 Stunden in eine horizontale Lage gebracht werden, woraufhin es auf einer vorbereiteten Plattform ruhte. Nach Anbringen weiterer Caissons auf der Steuerbordseite war der Abtransport zunächst im Juni geplant. Für die Bergung verbaute man 30.000 Tonnen Stahl, was etwa zwei Drittel der Schiffsmasse entsprach. Die Winden erreichten bei der Aufrichtung eine Zugkraft von bis zu 23.800 Tonnen. Nach dem Aufrichten wurden auf der Steuerbordseite des Deckshauses die Schäden im Bereich der Auflagestellen erkennbar.

Schematische Darstellung der Aufrichtung und des Abtransports
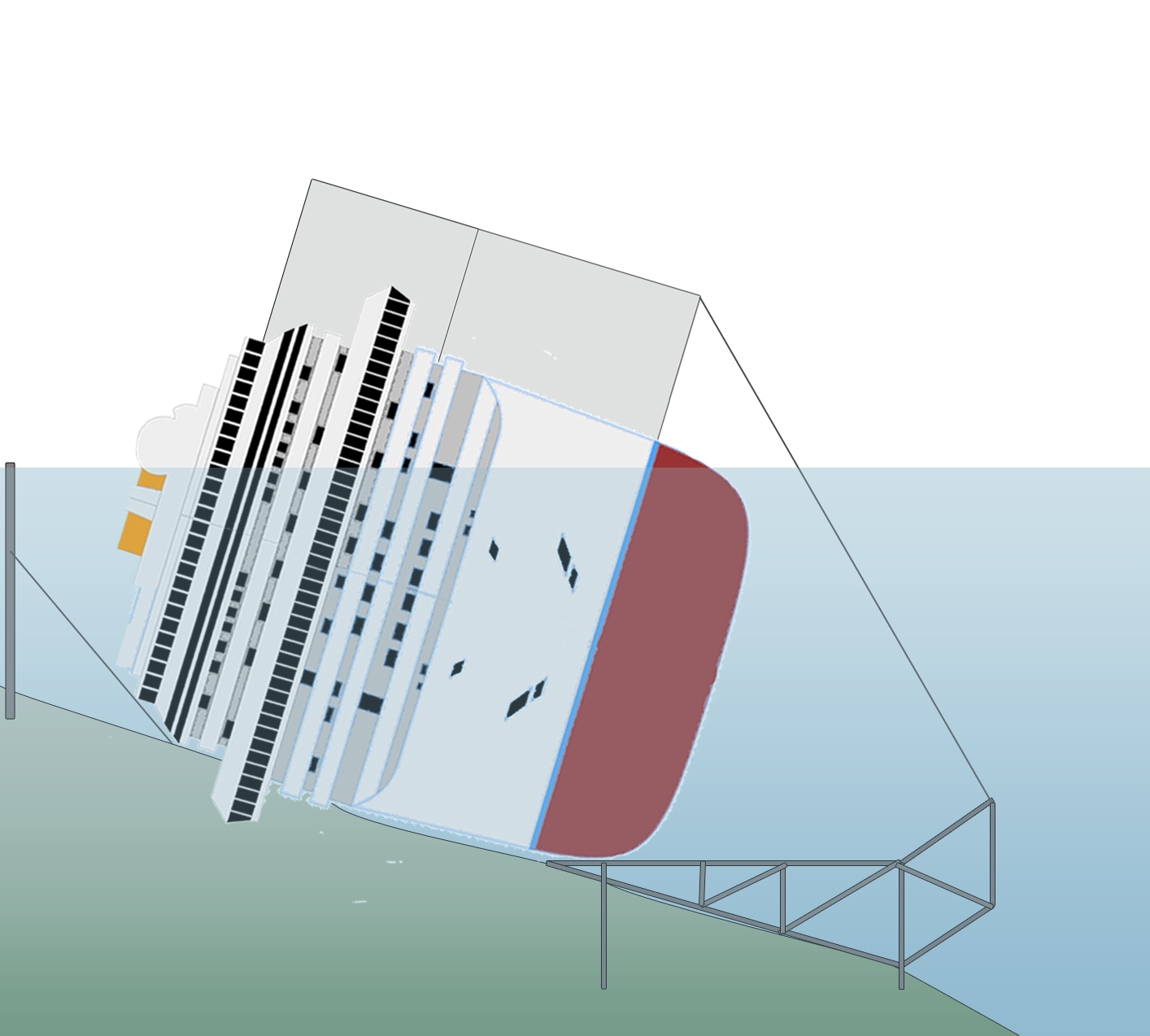
Plattform und Caissons
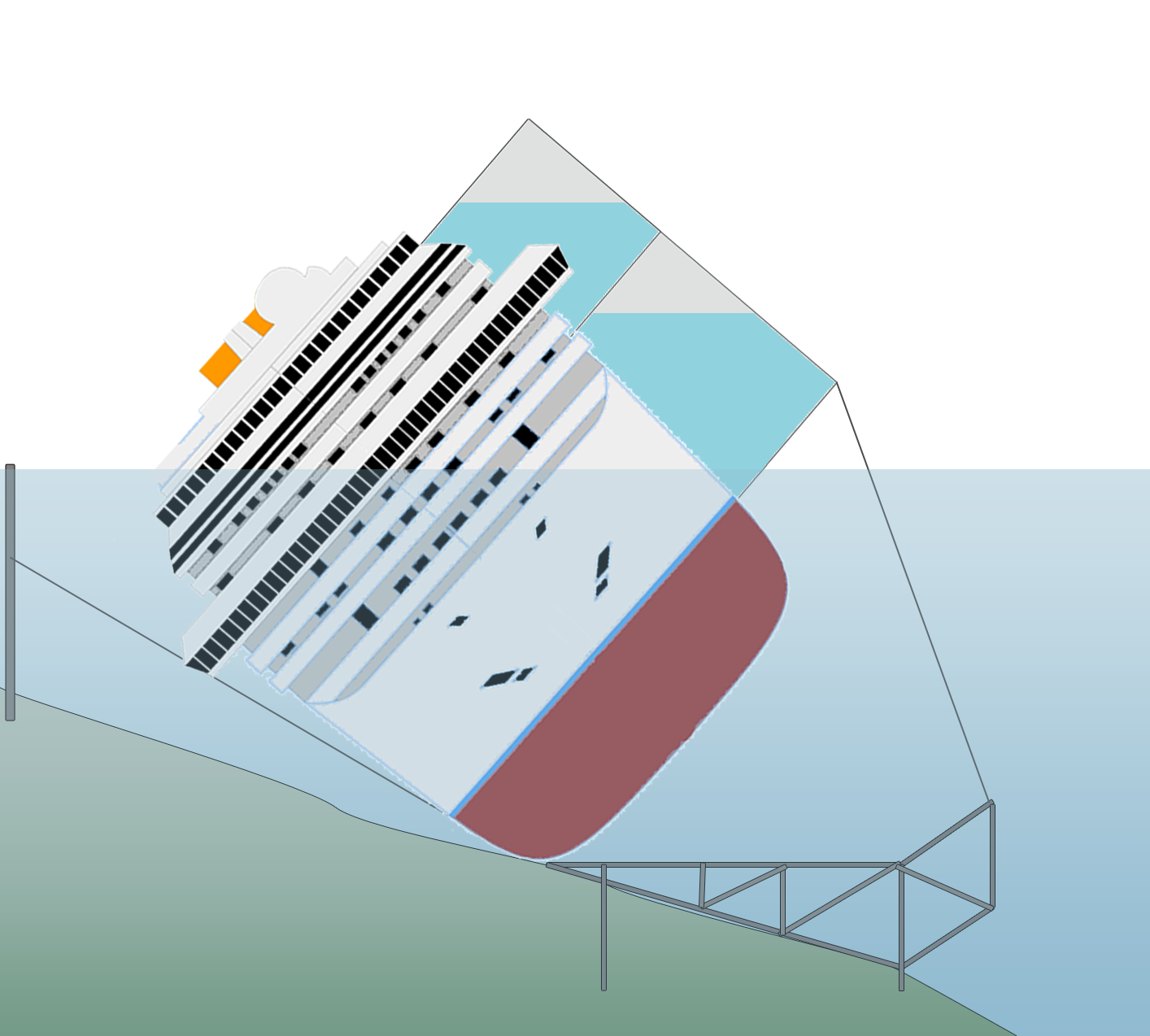
Aufrichten unter anderem durch Fluten der Caissons
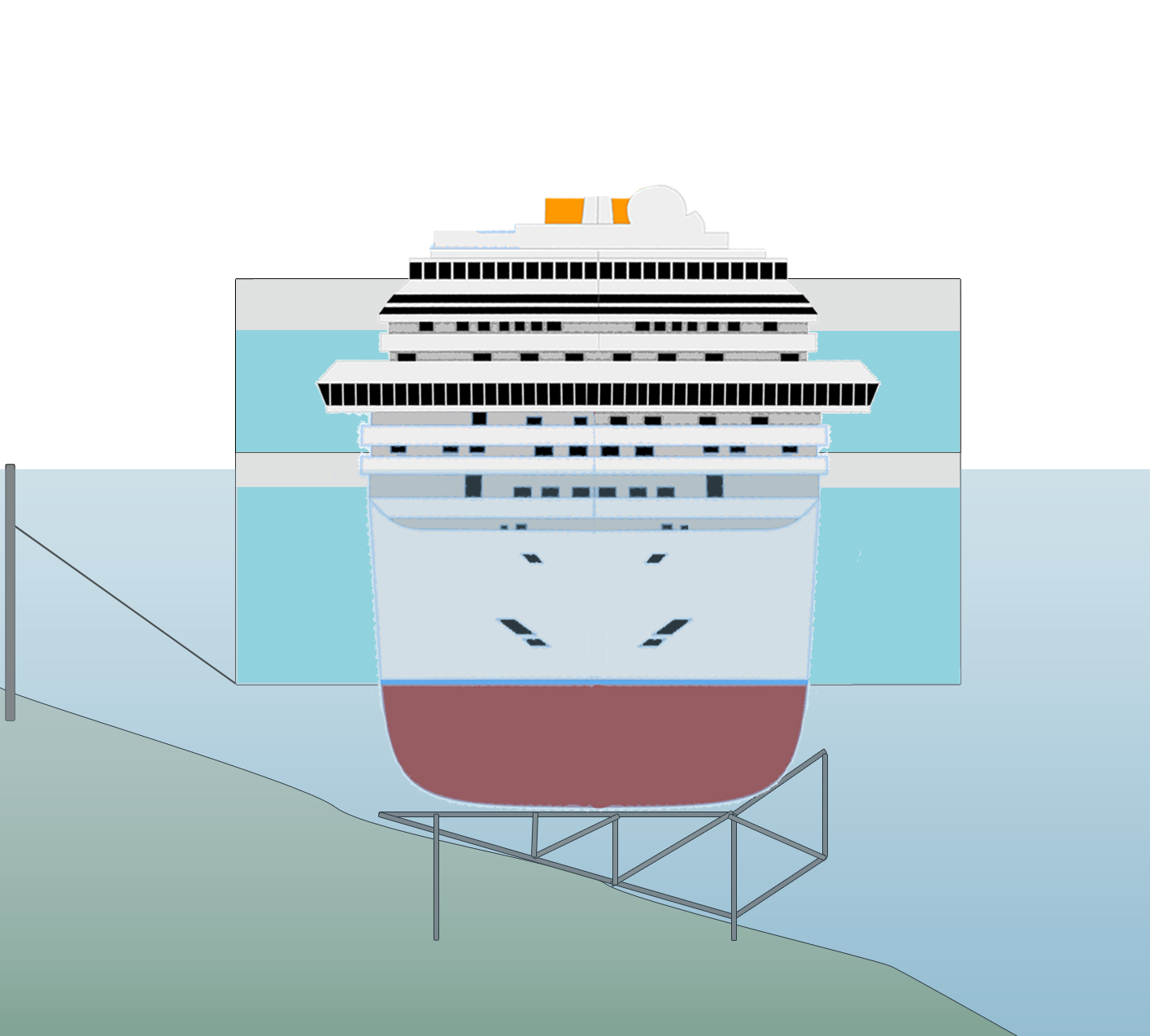
Vorbereitung des Abtransports auf der Plattform
Abtransport, zusätzlicher Auftrieb durch Caissons

Am 10. Oktober 2013 reservierte Costa bei der niederländischen Reederei Dockwise das Halbtauchschiff Dockwise Vanguard für einen möglichen Abtransport des Wracks, später wehrte sich jedoch der Präsident der Region Toskana vehement gegen diese Transportmethode, da er weitere Umweltschäden durch aus dem Wrack auslaufende Flüssigkeiten befürchtete. Im Januar 2014 starb ein 41-jähriger spanischer Taucher beim Installieren von Schwimmkästen. Am 7. Mai 2014 löste sich einer der Schwimmcontainer am Wrack der Costa Concordia. Im Mai wurde bekannt, dass das Wrack erst im Juli wieder schwimmfähig sein würde.

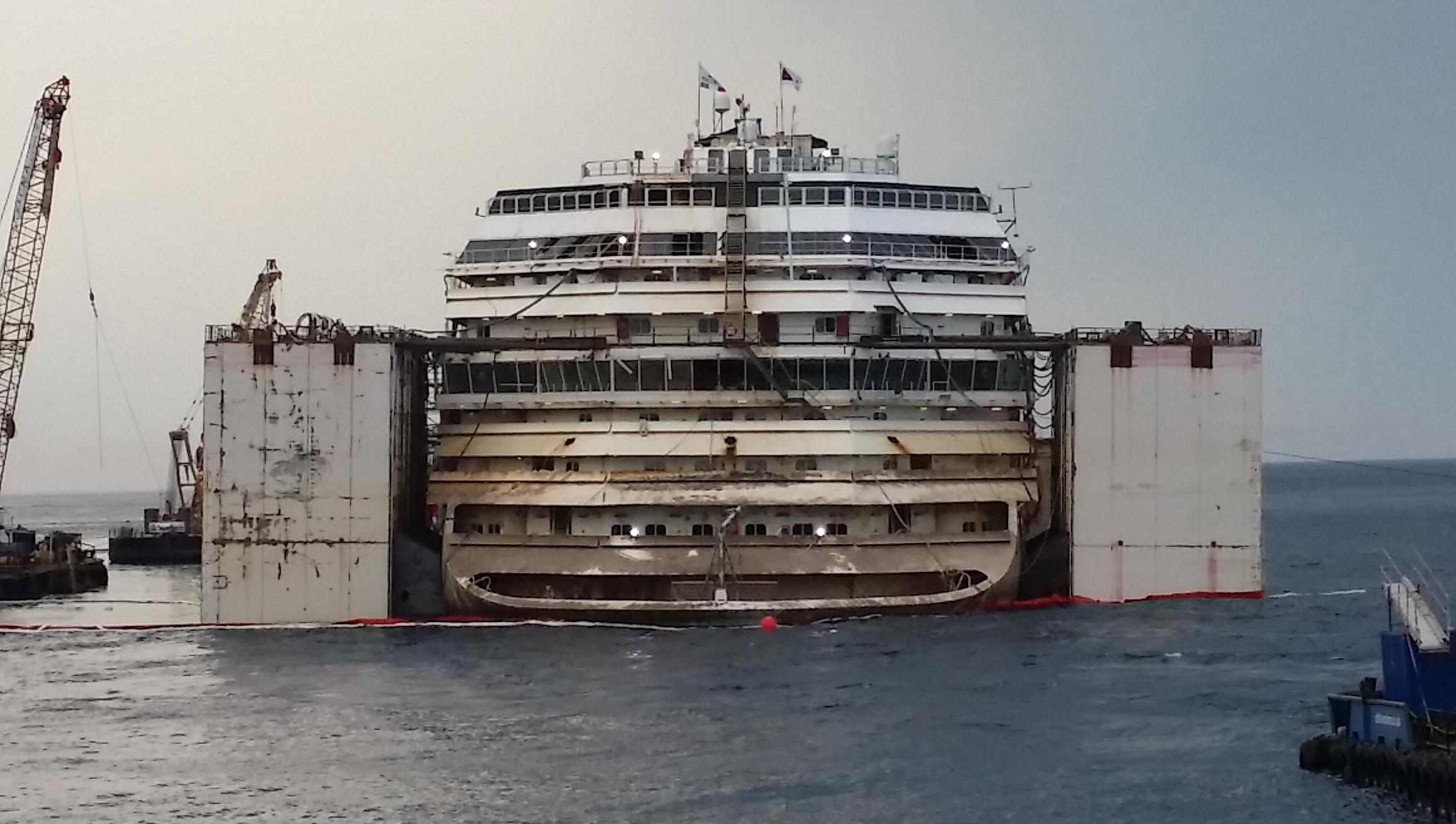
Die Costa Concordia beim Aufschwimmen

Der Ingenieur Franco Porcellacchia bezeichnete das Lösen von der Plattform als den kritischsten Punkt der Bergung. In Arbeit auch durch die Nacht wurde bis zum 15. Juli das Wrack zwei Meter von der Plattform abgehoben, 30 Meter von der Felsenküste in Richtung Meer gezogen und mit Ketten und Seilen befestigt. Als Nächstes mussten die Schwimmtanks auf der rechten Seite endgültig positioniert werden. Mit Robotern überprüfte man den Boden des Schiffs und befand diesen für intakt – wichtig, um das Austreten von Flüssigkeiten zu verhindern. Von Umweltschützern befürchtete Schäden blieben laut Porcellacchia vorerst aus. Am 19. Juli trat doch noch Öl aus, das jedoch schnell gebunden und unschädlich gemacht werden konnte. Am 20. Juli wurden zudem Gegenstände in Giglio angeschwemmt, die vermutlich von der Costa Concordia stammen und die Barrieren durchbrochen haben müssen. Greenpeace und Legambiente wollten nach eigenem Bekunden den Transport des Schiffs nach Genua kritisch und mit eigenen Schiffen und Messungen begleiten.

### Überführung nach Genua
Aufgrund der Wetterlage musste die Überführung mehrfach kurzfristig verschoben werden. Das Schiff verließ Giglio schließlich am Abend des 23. Juli 2014. Mit zwei Knoten Geschwindigkeit schleppten zwei Schiffe das Wrack der Costa Concordia 190 Seemeilen (circa 350 Kilometer) weit nach Genua. Weitere zehn Schiffe begleiteten den Schleppzug zur Sicherung und Unterstützung in Notfällen. Biologen versuchten bei der Durchquerung des Walschutzgebiets, Delfine vom Wrack abzuhalten. Polizei und Küstenwache in Booten überwachten die Einhaltung einer Sperrzone von drei Seemeilen um den Konvoi, auch der Luftraum war gesperrt. Das Einlaufen in den Hafen von Genua koordinierte der dortige Cheflotse. Am 27. Juli 2014 gegen 09:30 UTC passierte die Costa Concordia rückwärts die Hafeneinfahrt von Porto di Voltri in Genua und erreichte drei Stunden später den Liegeplatz an der Außenmole.

### Verschrottung

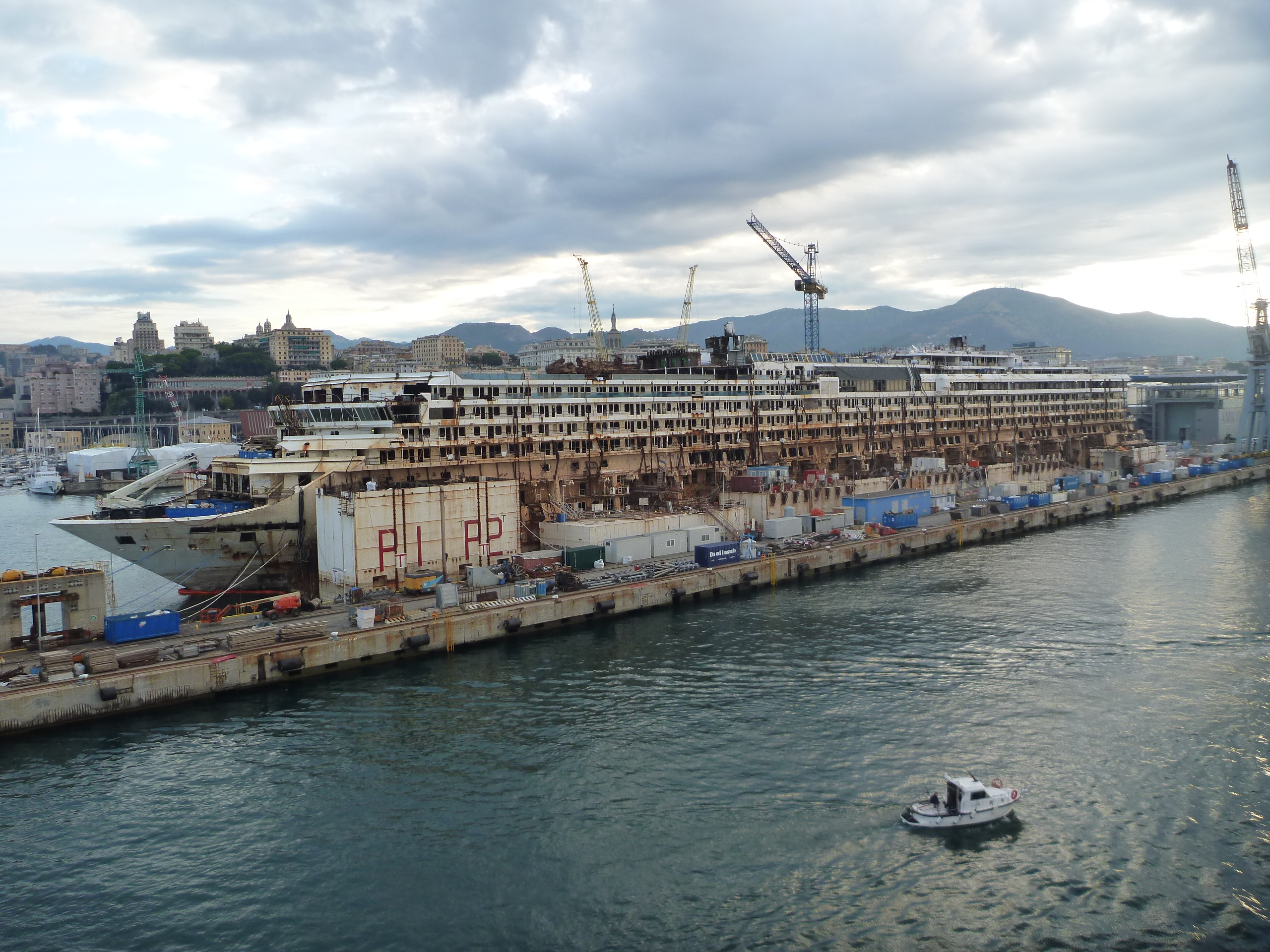
Die Costa Concordia beim Abwracken im Hafen von Genua (September 2015)

Bevor die Entscheidung gefallen war, das Schiff in Genua zu verschrotten, waren auch andere Häfen im Gespräch. Unternehmen aus der Türkei, Norwegen, Großbritannien, Frankreich und China hatten sich um den Auftrag beworben. Die italienische Regierung bevorzugte jedoch von Anfang an eine Verschrottung in einem italienischen Hafen, um die Entsorgung des Mülls besser kontrollieren zu können. Das niedrigste Angebot kam aus der Türkei (40 Millionen US-Dollar); am teuersten wäre eine Zerlegung in Civitavecchia nördlich von Rom mit 200 Millionen US-Dollar gewesen. Das ebenfalls sehr preiswerte Angebot aus Norwegen wurde sehr früh aufgrund der größeren Entfernung ausgeschlossen. Ende Mai wurde bekanntgegeben, dass die Costa Concordia in Genua abgewrackt werden würde. Der Abtransport begann am 23. Juli 2014.
Anfang August 2014 wurden an Bord des Schiffes sterbliche Überreste eines Menschen gefunden, die mithilfe einer DNA-Analyse dem letzten noch vermissten Opfer des Unglücks, einem Besatzungsmitglied, zugeordnet werden konnten. Im Mai 2015 wurde das Wrack in das Prà-Voltri-Port-Dock eingedockt und dort endgültig abgewrackt. Am 1. September 2016 wurde der Rumpfrest von vier Schleppern von „Molo ex Superbacino“ zu seiner letzten Reise in das Trockendock 4 geschleppt, wo die endgültige Zerlegung und Demontage durchgeführt wurde. Die Verschrottung war im Juli 2017 abgeschlossen und soll mehr als 100 Millionen Euro gekostet haben.

### Folgewirkungen

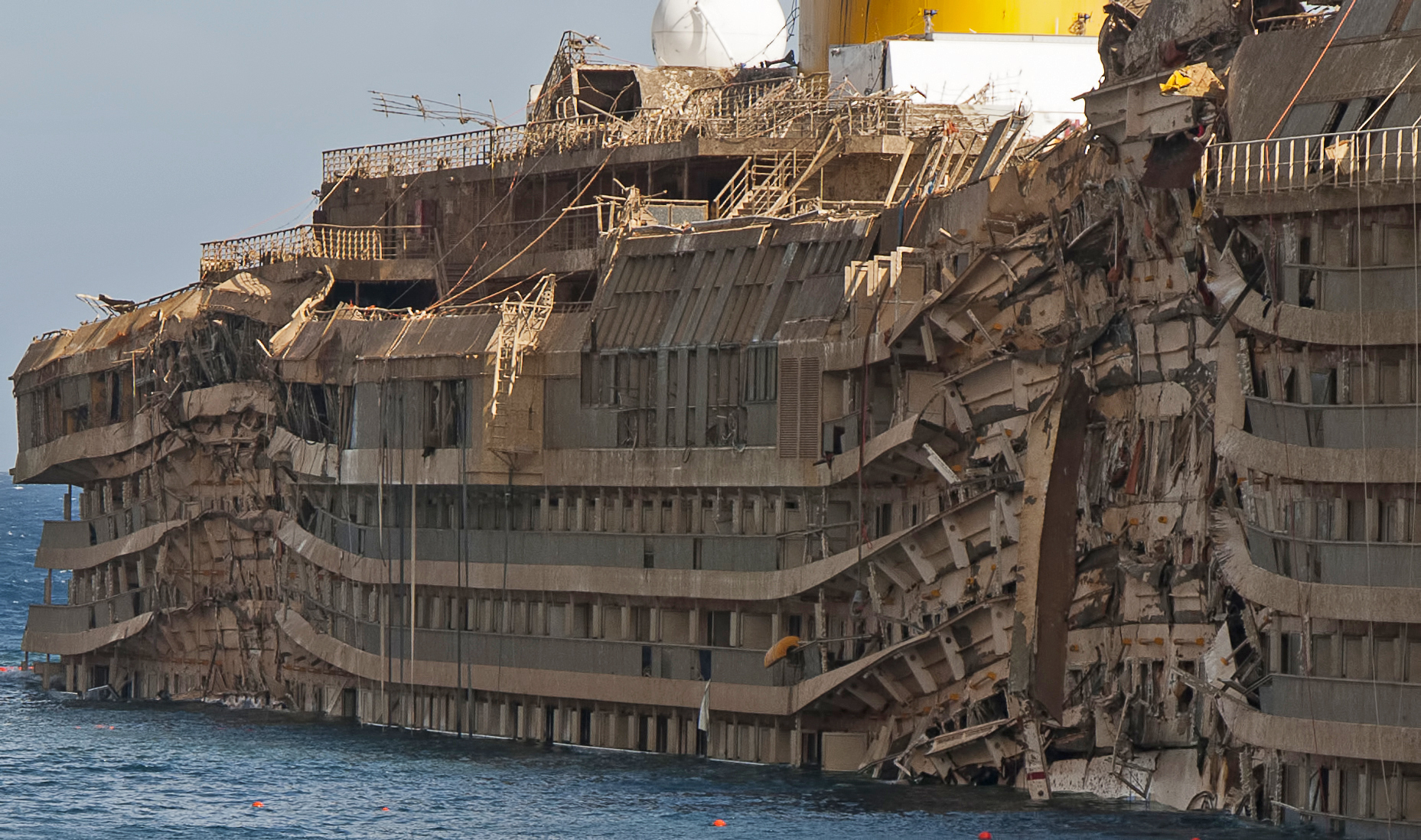
Steuerbordseite nach dem Aufrichten

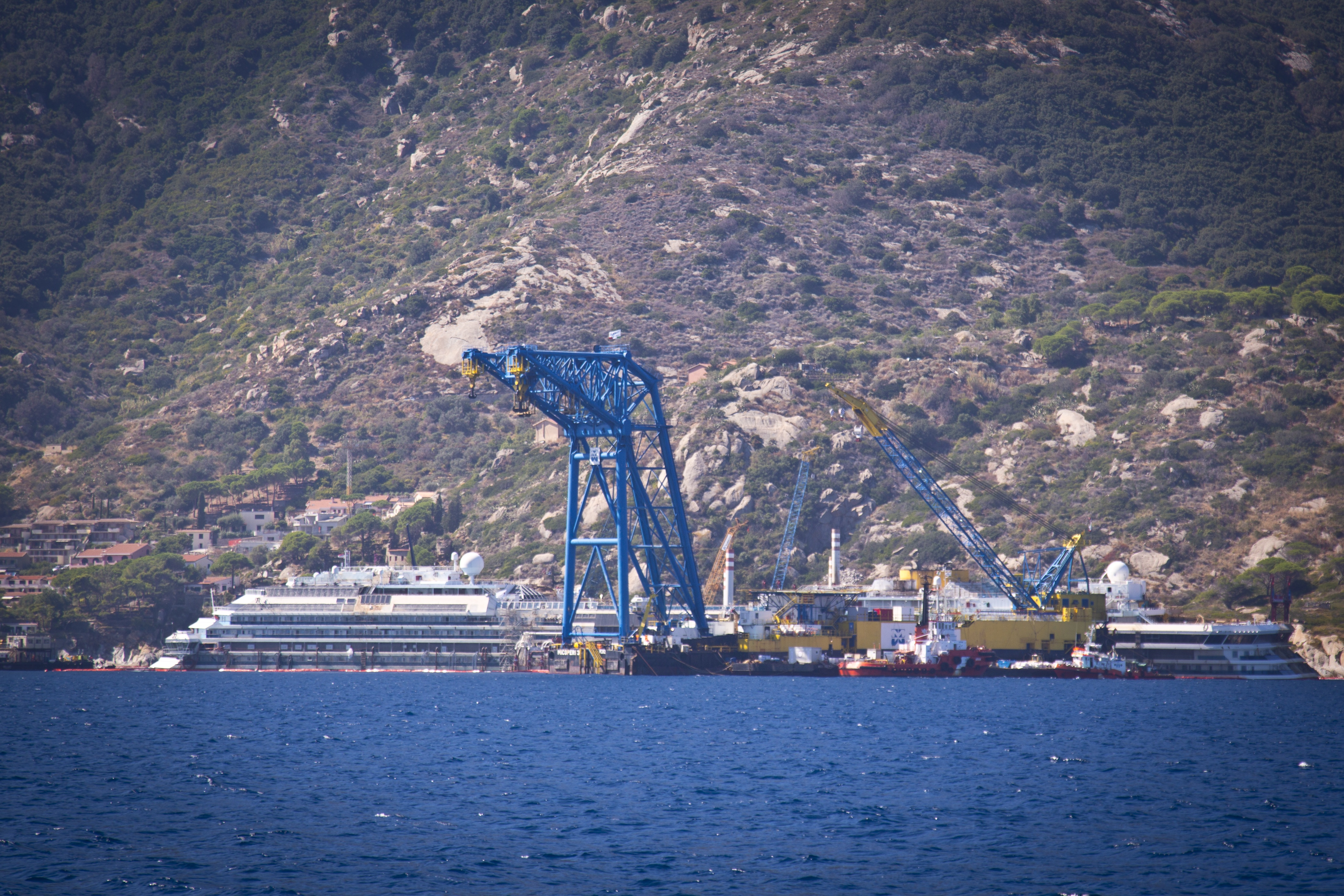
Costa Concordia aufgerichtet

Am 1. März 2012 unterzeichneten der Umwelt- und der Wirtschaftsminister Italiens eine Verordnung, die derartige Vorfälle in Zukunft verhindern soll. Handels- und Passagierschiffe mit einer Größe von über 500 BRZ müssen seitdem einen Mindestabstand von zwei Seemeilen von allen Nationalparks einhalten. Das Dekret wird in der italienischen Presse als „Anti-Verneigungs-Dekret“ bezeichnet. Für das Walschutzgebiet Pelagos (in dem die Unfallstelle liegt) soll[veraltet] eine eigene Regelung erarbeitet werden.
Das Maritime Safety Committee der International Maritime Organization hat auf seiner jährlichen Sitzung im November 2012 unter anderem angekündigt,[veraltet] die Regeln für das Abhalten von Rettungsübungen neu zu formulieren; jeder Passagier soll bereits vor dem Ablegen des Schiffs oder kurz danach an einer Rettungsübung teilnehmen.
In der Lagune von Venedig sind seit Anfang 2015 nur noch Kreuzfahrtschiffe mit einer BRZ kleiner als 96.000 erlaubt und diese sollen nicht mehr durch den Canale della Giudecca fahren; für letzteres muss allerdings noch eine Fahrrinne vertieft werden.  In Venedig war u. a. wegen des Concordia-Unglücks eine breite Diskussion über die sich häufenden Durchfahrten großer Kreuzfahrtschiffe, u. a. auch von Costa Cruises, durch den Canale della Giudecca entstanden. Im Januar 2015 hob das regionale Verwaltungsgericht Venetien diese Verordnung wegen ungenügender Abwägung der Interessen jedoch auf; eine neue gültige Verordnung soll schnellstens[veraltet] erstellt werden.
Im Frühjahr 2014 gab die Nationalparkverwaltung bekannt, dass auf allen Inseln des Parco Nazionale dell’ Arcipelago Toscano (also Giglio, Pianosa, Montecristo usw.) Überwachungskameras installiert werden, die den Schiffsverkehr überwachen und unter anderem die Ahndung unzulässiger Manöver ermöglichen sollen.[veraltet]
Im Mai 2012 gab die Reederei Costa Crociere bekannt, dass sie in Zukunft die Bewegungen aller ihrer Schiffe in Echtzeit kontrollieren, die Befugnisse des Kapitäns beschneiden und die Passagiere bereits vor der Abfahrt der Schiffe über das Verhalten in Notfällen aufklären werde.[veraltet] Costa Crociere hat im Herbst 2015 ein zentrales Flottenbetriebszentrum in der Hamburger Speicherstadt in Betrieb genommen, in dem die Bewegungen und weitere Schiffsdaten aller Schiffe der Unternehmensgruppe überwacht werden.
Deutschland stellte die Zusammenarbeit bei der Unfallaufklärung mit Italien im Dezember 2015 ein, nachdem die Bundesstelle für Seeunfalluntersuchung von italienischen Staatsanwaltschaften und Gerichten an einer korrekten Untersuchung gehindert wurde.

### Gedenken
Am ersten Jahrestag des Unglücks wurde der Opfer gedacht. Ein Teil des Felsens, den das Schiff damals abgerissen hatte, wurde mit einer Gedenktafel versehen und wieder an seinen ursprünglichen Ort unter Wasser an der Scola-Piccola-Klippe gesetzt. Der Bürgermeister von Giglio, Vertreter der Reederei Costa Crociere und Angehörige von Opfern brachten den Felsen auf einem Schiff zu dem Riff. Erzbischof Guglielmo Borghetti hielt nahe der Unglücksstelle eine Messe und dankte den Bewohnern von Giglio, die nach dem Unglück zum Hafen geeilt waren, um den Schiffbrüchigen zu helfen. Die Reederei löste Empörung aus, indem sie die Überlebenden aufforderte, aus Platzgründen nicht zu der Gedenkfeier zu kommen.
Auch am zweiten Jahrestag wurde der Opfer gedacht.

## Ähnliche Havarien
Frühere Fälle von Havarien aufgrund von Felsberührungen sind
- Express Samina, 2000
- Sea Diamond, 2007